# Maure-de-Bretagne
Pour les articles homonymes, voir Maure et Bretagne (homonymie).
Maure-de-Bretagne est une commune déléguée française, située dans le département d'Ille-et-Vilaine en région Bretagne, peuplée de 3 370 habitants. Elle est devenue commune déléguée de Val-d'Anast le 1er janvier 2017.

## Géographie

### Situation et site

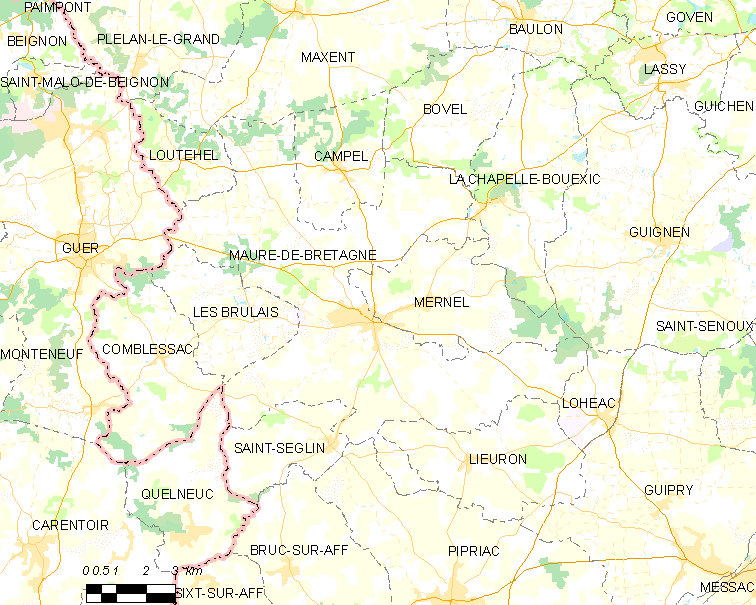
Carte de l'ancienne commune de Maure-de-Bretagne et des communes avoisinantes.

La bourg, dénommé initialement Anast, s'est développé dès le milieu du IXe siècle au niveau d'une petite éminence, dont le sommet est occupé par l'église paroissiale, commandant les passages à gué des anciennes voies menant de Guer à Lohéac et de Maxent à Pipriac.

### Relief et hydrographie
Le relief de Maure donne l'impression d'un espace morcelé en une suite de vallées s'échelonnant du nord au sud, séparées par une succession de collines ; le point le plus haut est à l'extrême nord du finage communal (117 mètres à l'est du Bois de Livry) et le point le plus bas (17 mètres) à la limite sud-ouest de la commune, à la confluence du Combs avec le ruisseau de la Beltière. L'altitude moyenne du territoire est d'une soixantaine de mètres, le bourg est vers une vingtaine de mètres, en bordure de la vallée du Ruisseau de Maure, modeste affluent de rive droite du Combs.
Maure-de-Bretagne n'est traversée que par des cours d'eau de faible importance : des affluents de rive gauche de l'Aff (lequel, un court instant, sert de limite communale avec Guer et de limite départementale avec le Morbihan), le principal étant le Combs, qui sert sur deux tronçons de son cours de limite communale (avec La Chapelle-Bouëxic au nord-est et avec Lieuron au sud-est du territoire communal) et qui rejoint l'Aff plus en aval, sur le territoire de la commune de Quelneuc.

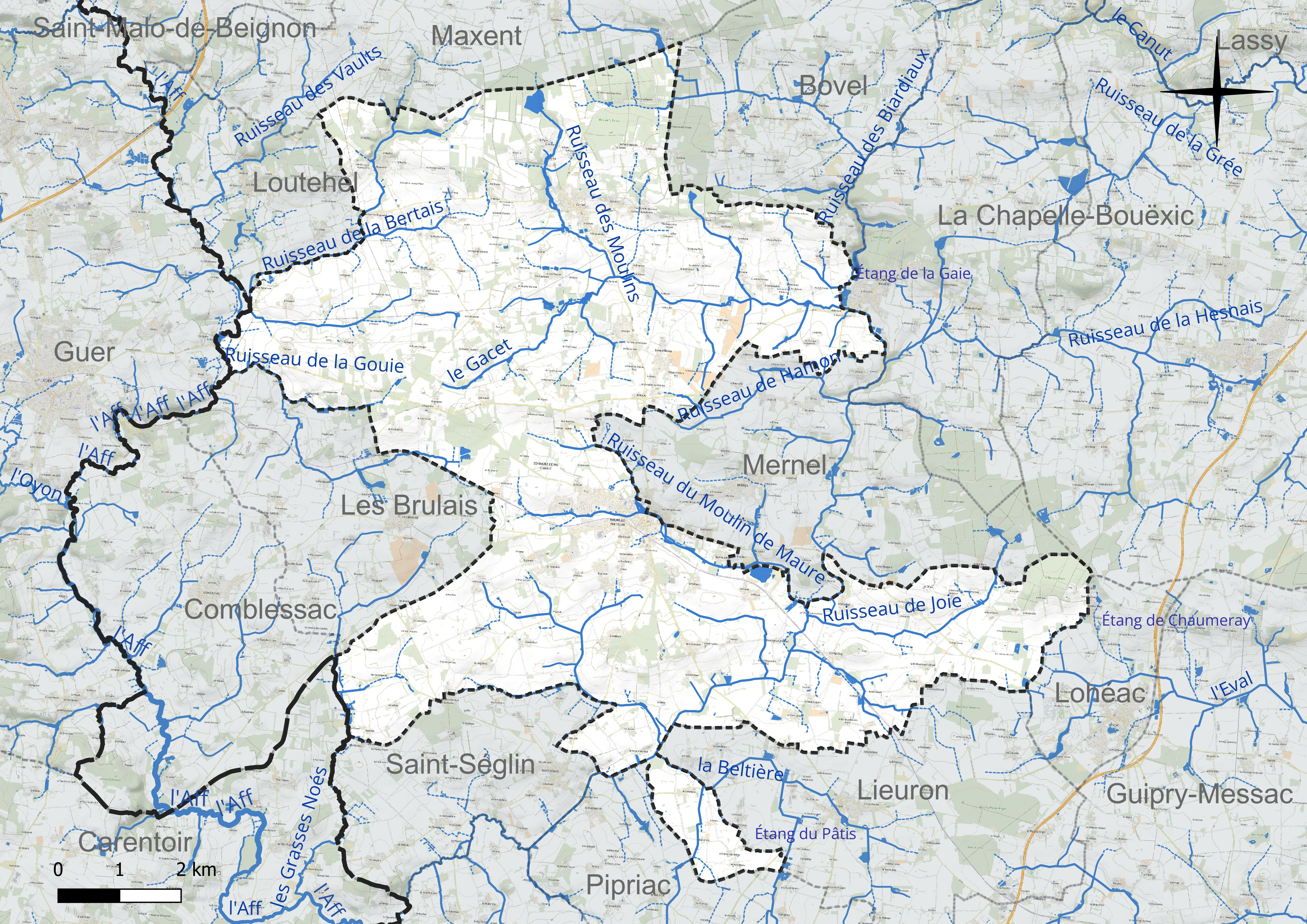
Carte du réseau hydrographique de la commune de Val d'Anast.

Le sous-sol, où domine le schiste pourpré, a fourni la plupart des matériaux de construction ; il est parsemé ici et là par des veines de grès et de quartzite.

### Voies de communication et transports
L'ancienne commune de Maure-de-Bretagne est traversée par deux anciennes routes nationales, désormais routes départementales : la D 772 (ancienne route nationale 772, allant de Ploërmel à Châteaubriant via le bourg de Maure-de-Bretagne) et la D 776 (ancienne route nationale 776, allant de Kerchou en Elven au Mont Saint-Michel via Rennes).
D'autres routes départementales desservent la commune : les D 48, 61 et 66 passent par Maure-de-Bretagne, la D 65 relie les deux bourgs de Maure et Campel.
Maure-de-Bretagne était desservie anciennement par le réseau BreizhGo (ex Illenoo) du conseil général par la ligne 6 (Rennes gare routière - Goven - Maure-de-Bretagne). Actuellement desservie par la ligne 10 (Mernel - Guichen - Pipriac - Guignen - Rennes).
Une voie verte allant de Messac à Ploërmel traverse la commune, passant au sud du bourg.

## Toponymie
Les formes anciennes attestées sont Plebs Anast (832), Anast (867), Anast (871), ecclesia de Maura (1152), More (1630).
Le nom de la localité doit son nom à son emprunt de celui de Saint-Maur-sur-Loire, en Anjou. A la suite d'une donation du machtiern Anowareth en faveur de l'abbaye de Glanfeuil, des moines vont venir fonder un prieuré appelé prieuré de saint Maur (ou Maure), du nom de leur abbé fondateur. Le nom de Maure semble venir de cette donation.
Le nom en gallo de Maure-de-Bretagne est Mao.
La forme bretonne proposée par l'Office public de la langue bretonne est Anast. Cette forme est tirée de l'ancien nom de la commune que l'on retrouve dans certains noms de lieux actuels comme Les Landes d’Anast, l’ancien fief de Nast, le manoir et les moulins du Bois-Denast ou d’Anast, etc.

## Histoire

### Antiquité
Certains historiens attestent de la présence d'un camp romain sur la commune.

### Moyen Âge
Le machtiern de Maure, Anauvareth, parle tant sa langue natale, le breton, et le latin, qu'il est obligé de faire appel à un interprète pour comprendre la langue romane. En 843, Anowareth fait don de la vaste paroisse primitive d'Anast à l'abbaye de Glanfeuil (l'abbaye Saint-Maur de Glanfeuil, située à Saint-Maur-sur-Loire) avec son église et ses chapelles à l'exception de la chapelle Saint-Martin de Mernel,.
La seigneurie de Maure est une bannière fort ancienne. Jean, chevalier, seigneur de Maure, épousa en 1330 la fille aînée du seigneur Dupont : elle mourut au château de Maure en 1334, et voulut être enterrée dans l'église de la paroisse, dans une chapelle où les ancêtres de son mari avaient été enterrés.

### Temps modernes
En 1553 la baronnie, châtellenie et seigneurie de Maure furent érigées en comté par le roi Henri II au profit de François de Maure, lequel acheta le même année le terre et seigneurie de Lohéac
et reçut en don par lettres patentes du roi la seigneurie du Plessis-Angers en Lieuron. François de Maure décéda le 29 avril 1557 au Temple de Maupertuis (à une vingtaine de km de Nantes).
Le 14 juillet 1597, dans le contexte des Guerres de la Ligue, Jean d'Avaugour, seigneur
de Saint-Laurent, capitaine ligueur, soutien du duc de Mercœur, qui occupait avec 600 hommes de troupe le château de Maure, fut attaqué par René de Grézille, seigneur de La Tremblaye, partisan d'Henri IV, qui parvint à s'emparer du château, contraignant de Saint-Laurent à se réfugier à Néant. En 1610, la terre et seigneurie de Maure, tombée en quenouille, passa aux mains de la Famille de Mortemart en raison du mariage de Louise de Maure avec Gaspard de Mortemart, et passa par la suite aux mains de la Famille de Piré-Rosnyvinen.

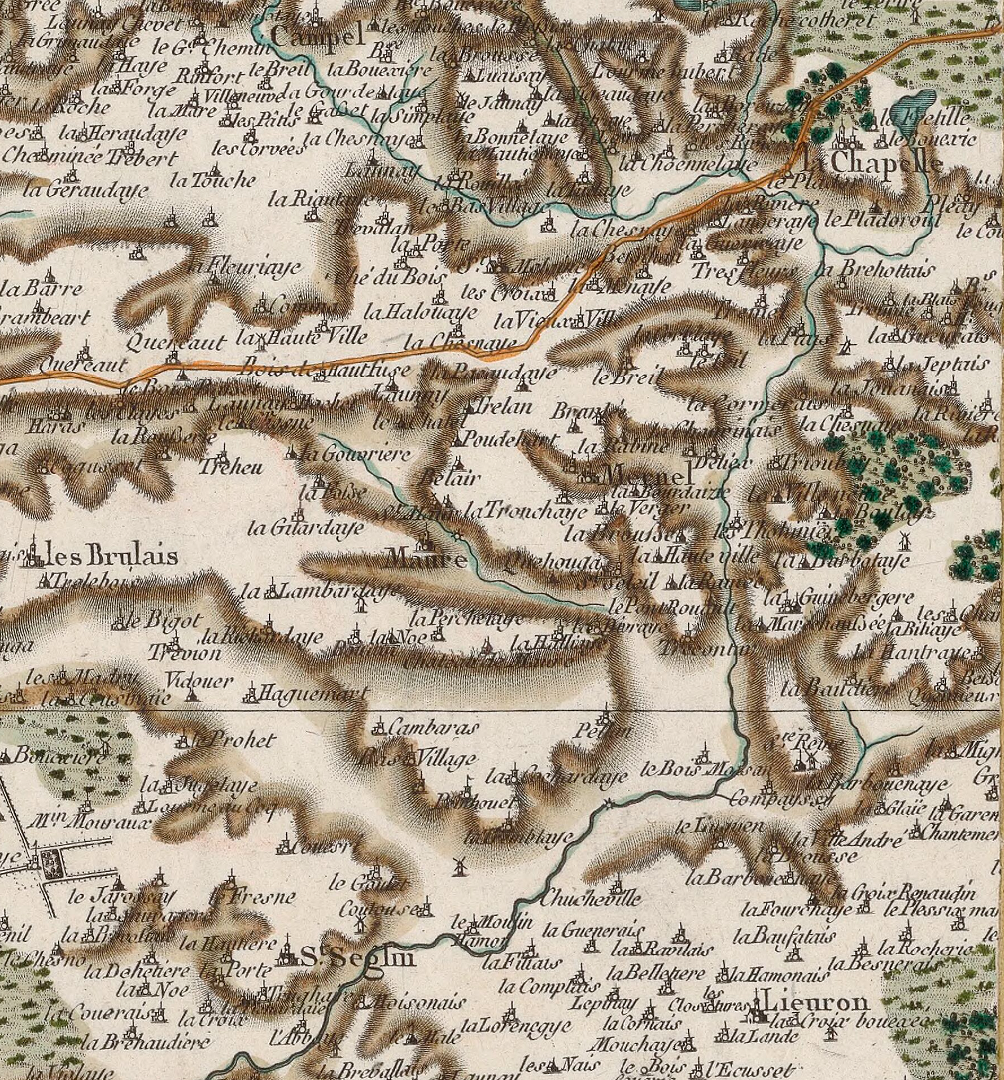
Carte de Cassini de la paroisse de Maure et de ses environs (1785).

Quatre foires se tenaient à Maure (XVIIIe siècle) : à la Saint-Maur le 15 janvier, le lendemain de l'Ascension le 26 mai, le lendemain de la Saint-Pierre le 30 juin, à la Saint-Claude le 6 juillet. La paroisse disposait vers le milieu du XVIIIe siècle d'une école des garçons.
Le prieuré Saint-Barthélemy de Boussac, qui dépendait de l'abbaye Notre-Dame de Paimpont, a existé depuis au moins 1478 jusqu'à la Révolution française.
`Jean-Baptiste Ogée décrit ainsi Maure en 1778 :

« Maure : à 18 lieues au sud de Saint-Malo, son évêché ; à 7 lieues un quart de Rennes et à 3 lieues un sixième de Plélan, sa subdélégation. Cette paroisse, dont la cure est à l'alternative, ressortit à la Cour royale de Ploërmel, et compte 4 800 communiants, y compris ceux de Campel, sa trève. Maure avait jadis le titre de ville (..). Des terres en labeur, des prairies , des landes fort étendues, et des arbres à fruits pour le cidre, voilà ce que ce territoire présente à la vue. »

### Révolution française
Jules Bertier, recteur, ainsi que T. Esnand, J.-L. Poirier, Martin et P. Roux, tous les quatre curés de Maure, font partie des signataires d'un texte publié le 12 janvier 1791 par le journal L'Ami du roi annonçant l'opposition des signataires à la Constitution civile du clergé.
Après la campagne de déchristianisation de la Terreur, l’église de Maure, qui avait été fermée, est rendue au culte le 3 messidor an IV (21 juin 1796).

### LeXIXesiècle
A. Marteville et P.Varin, continuateurs d'Ogée, décrivent ainsi Maure en 1853 :

« Maure (sous l'invocation de saint Pierre) : commune formée de l'ancienne paroisse de ce nom, moins sa trève Campel ; aujourd'hui cure de 2e classe, avec desservance de Bovel ; chef-lieu de perception ; brigade de gendarmerie à pied. (..) Principaux villages : Ropenard, Launay-Cherel, la Héraudais, Brangolo, Haut et Bas-Commet, le Pâtis-Forcel, Trevellan, la Rouillée, le Jaunay-Pirot, Chapelle-de-Bovel, la Nortière, la Barbotais, la Morlaix, la Bouessière-es-Glo, la Ruaudais, la Reinais, le Hadé, la Bourousais, la Rivière du Pont-ès-Frères, Langerais, la Devinais, Village et Chapelle Saint-Melaine, la Halliais, la Divrais, Trecontier et Chapelle des Domaines, la Bandière, la Bessonais, la Besnardais, la Glais, Haute et Basse-Luguen, la Tremblais, Haut et Bas Brebu, Cambara, Couedsor, Trevion, Tréheux, 
Haut et Bas-Hara, Chapelle Saint-Aubin, Treluyer, la Couture. Fermes notables : le Bois-Denais, la Roche-Cotherel, Bois-Haut-Fue, la Barbouenais-des-Aunais, le Bois-Basset, Brambeac. Châteaux de Maure, du Bois-au-Voyer, de Penhouet, de la Lardais. Superficie totale 7 982 hectares 36 ares, dont (..) terres labourables 3 342 ha, prés et pâturages 966 ha, bois 291 ha, vergers et jardins 80 ha, landes et incultes 3 009 ha, étangs 27 ha (..). Moulins : 16 (de Maure, Neuf, du Tertre, à eau ; Neuf, de Chenot, de Malaunay, du Bois-Basset, du Bois Denaîs, de la Haute-Roche, de la Roche-Cotheul, de Maure, des Domaines, de Penhouet, du Houx, à vent). Outre la trève Campel qu'elle a perdu, cette ancienne paroisse renfermait l'aglise Saint-Mathurin, située au village de Saint-Melaine, et qui appartenait aux bénédictins de Saint-Melaine de Rennes. La commune actuelle est traversée, de l'est à l'ouest, par la route départementale de Rennes à Vannes, par Guer ; du nord-est au sud-ouest, elle est également traversée par la rivière de Combs et l'étang du Moulin-Neuf ; enfin par le chemin de grande communication de Guer à Guipry. Elle contient beaucoup de petits bois, dont les plus notables sont ceux dits le Bois-Basset, le Bois Denaîs, les bois du Voyer et de la Lardais. Il y a foire le 3 et le 29 mai, le 10 juin, le 11 septembre, le 5 octobre. Géologie : schiste argileux, quartzite au nord et au nord-est. On parle le français [en fait le gallo]'. »

Le quartier de la Chapelle-de-Bovel, qui dépendait jusque-là de la paroisse, puis de la commune de Maure, forme une commune indépendante, Bovel, en 1872.

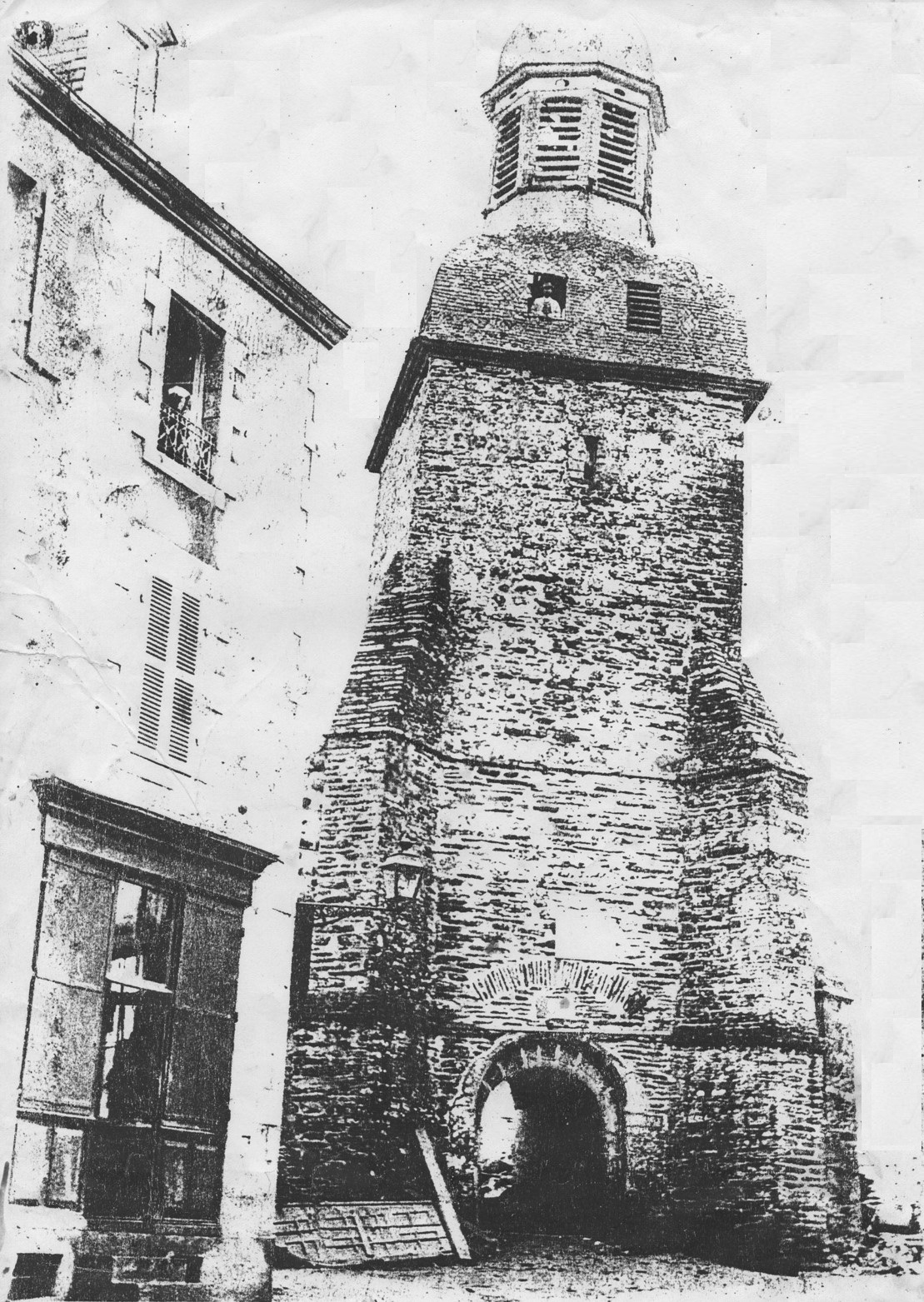
L'ancienne église de Maure en cours de démolition (1895).

### LeXXesiècle

#### La Belle Époque
L'inauguration de la gare de Maure fut l'occasion d'une grande fête organisée le 26 avril 1903.
L'ouverture le 5 avril 1903 du tronçon Ploërmel-Messac, via Guer et Maure, de la ligne ferroviaire allant de Châteaubriant à Ploërmel fut un événement important que raconte le journal L'Ouest-Éclair : 

« La chaux à Maure et à Guer ! Cette chaux qui donnait tant de peine à aller chercher à la gare de Messac ! La gare, pour ne parler que de Maure (..) a été littéralement assiégée, une moyenne de six wagons par jour a été enlevée ; le jeudi 9 il y en eut encore davantage, et le soir, cependant, de nombreuses charrettes durent s'en retourner à vide. (..) Enfin le huitième jour un train supplémentaire dut être organisé pour ravitailler la gare de Maure et celles d'au-delà où l'empressement était pareil. Et pendant ce temps-là, au retour, les wagons ne sont point vides : le bois de tanin, les cercles, les palissades, les grains, sont emportés par les trains montants : les grains surtout abondent (..). »

L'inventaire des biens d'église eut lieu à Maure le 7 mars 1906. Le journal républicain et libre-penseur La Dépêche bretonne en fait le récit suivant :

« Mardi 6 mars, pendant la nuit, l'église de Maure a été transformée en forteresse, à cause de l'inventaire qui devait avoir lieu le lendemain. : barricades à l'extérieur avec charrettes de tous les genres, barricades à l'intérieur avec bûches de bois, madriers, cuves d'eau et pompes à incendie, sable, etc.. Comme armes, beaucoup de triques et de bâtons, jusqu'au couteau à couper le marc de M. le curé. (..) Certaines saintes femmes réveillaient l'ardeur des assiégés volontaires par des boissons variées ; certaines même ont pris part à la beuverie (..). Ah! pauvre église de Maure, en as-tu vu de drôles dans cette nuit !. »

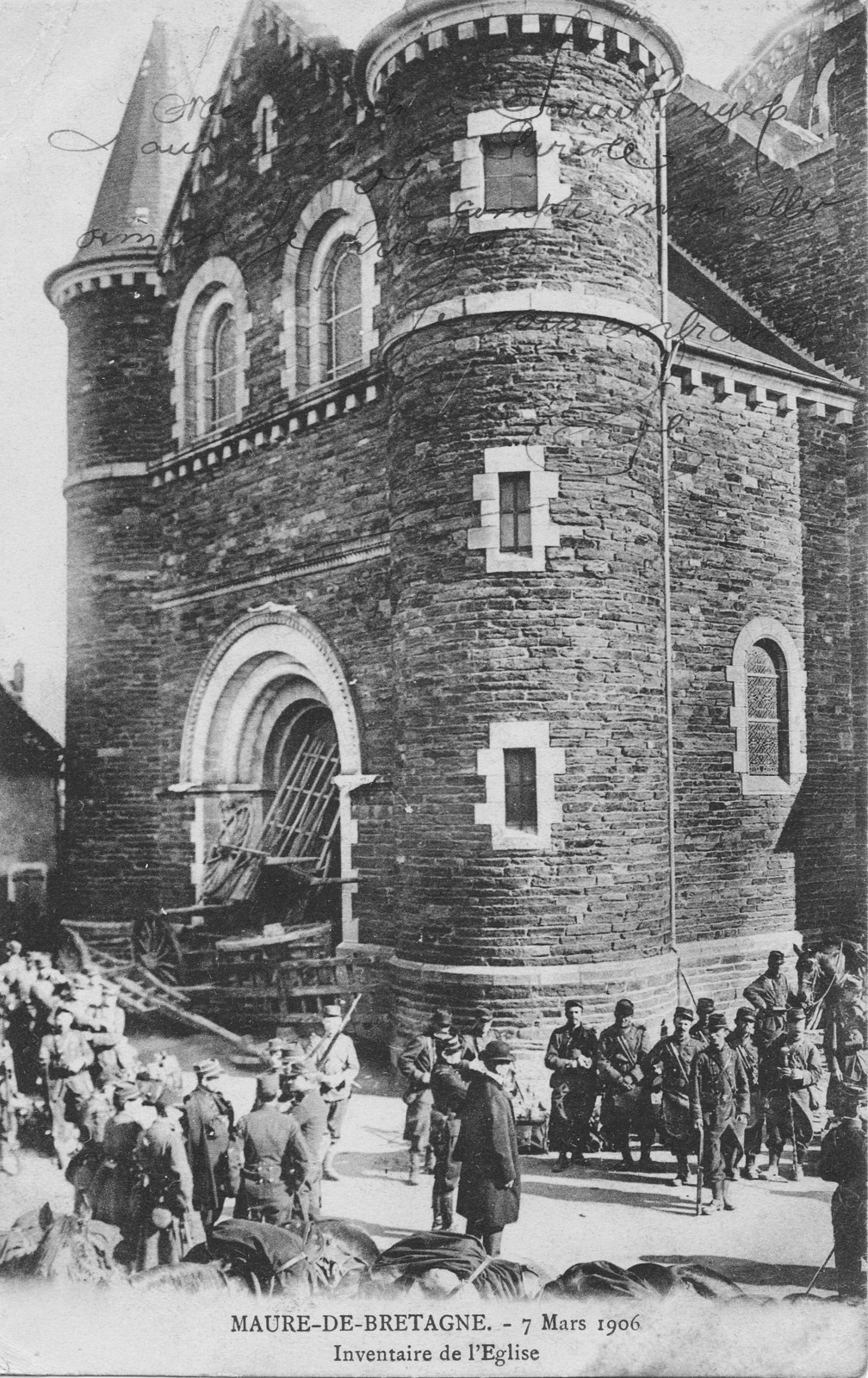
Maure-de-Bretagne ː manifestation lors de l'inventaire de l'église (7 mars 1906).
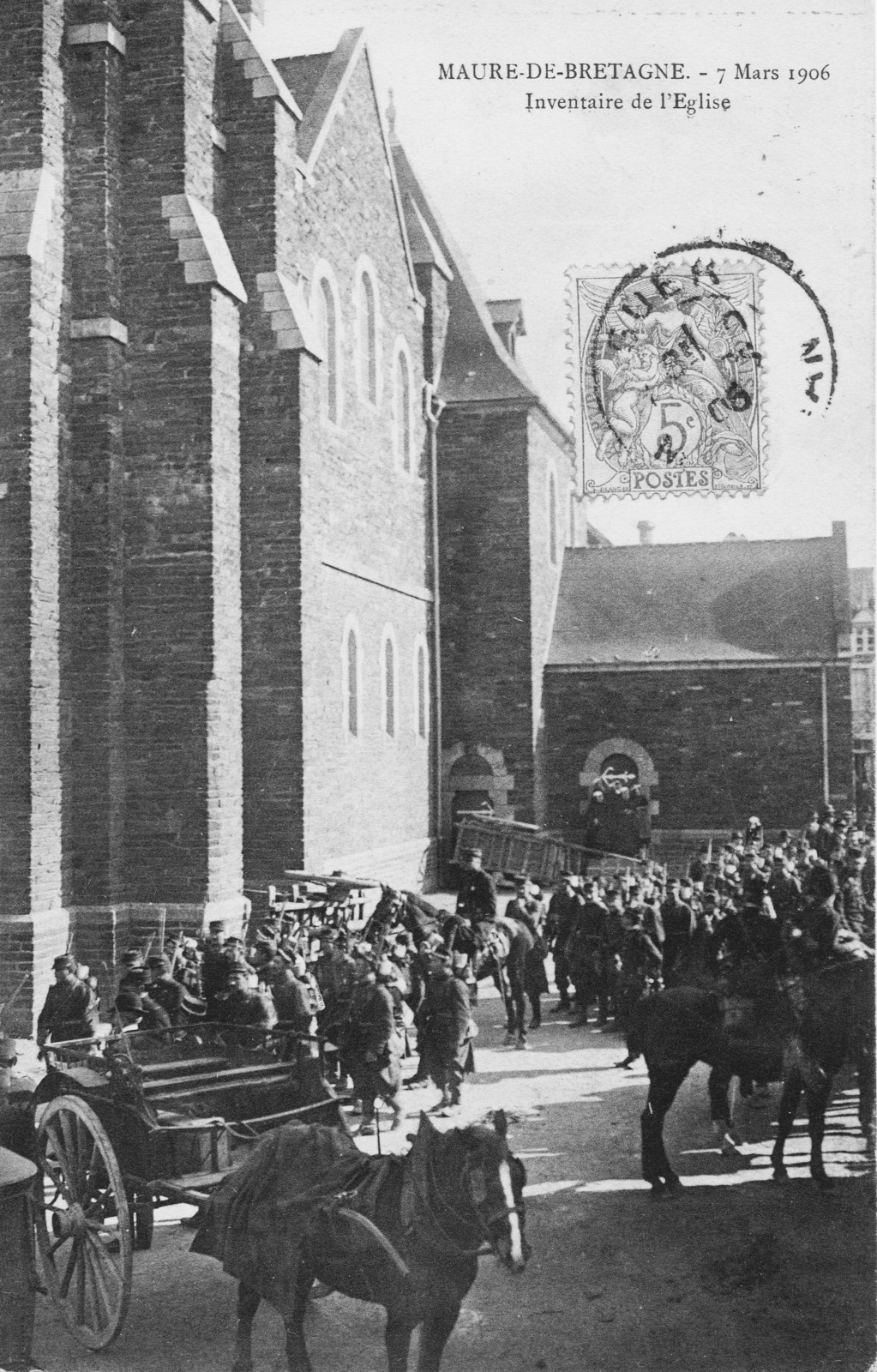
Maure-de-Bretagne ː manifestation lors de l'inventaire de l'église (7 mars 1906).
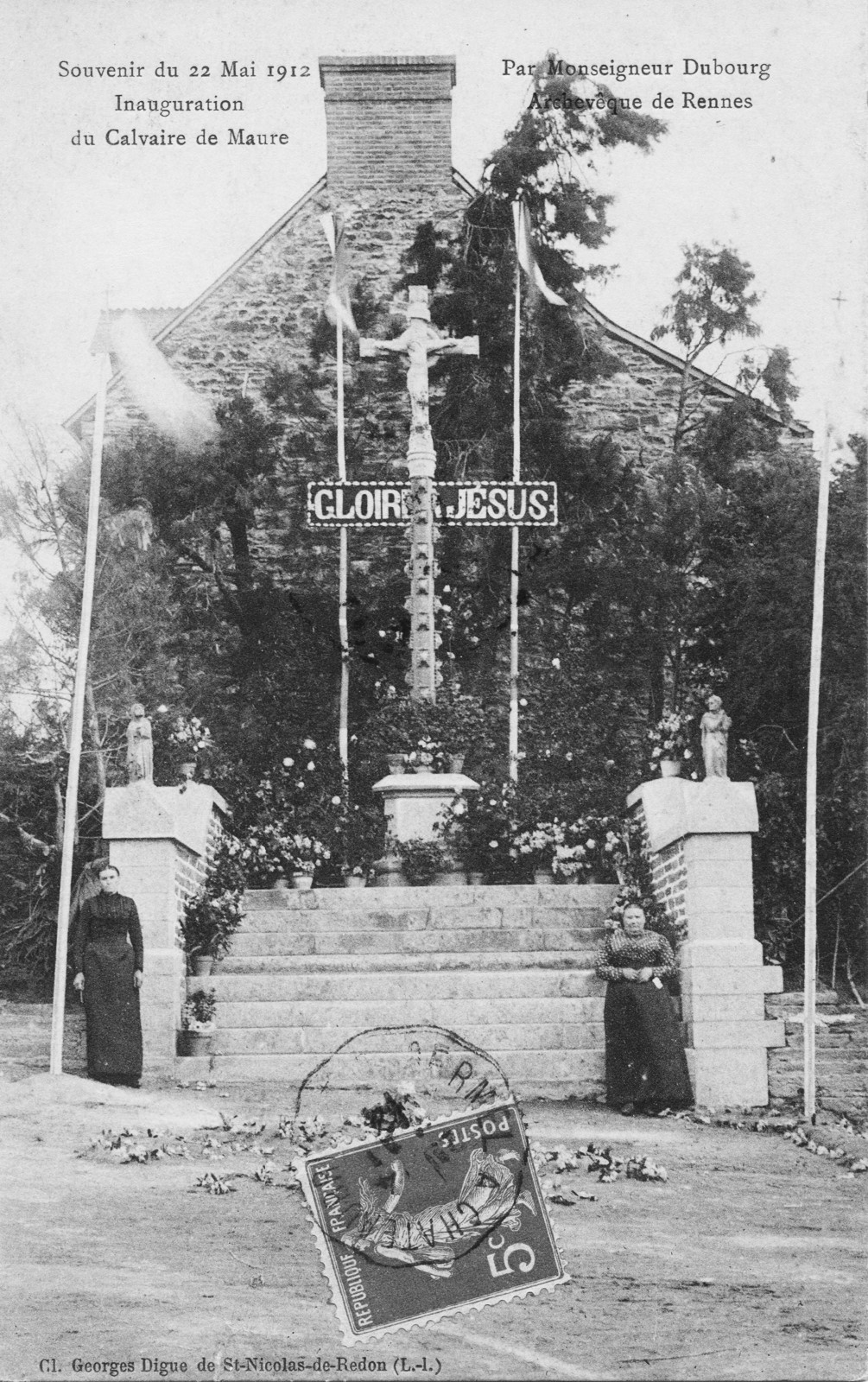
Maure-de-Bretagne ː inauguration du calvaire par Mgr Dubourg (22 mai 1912).

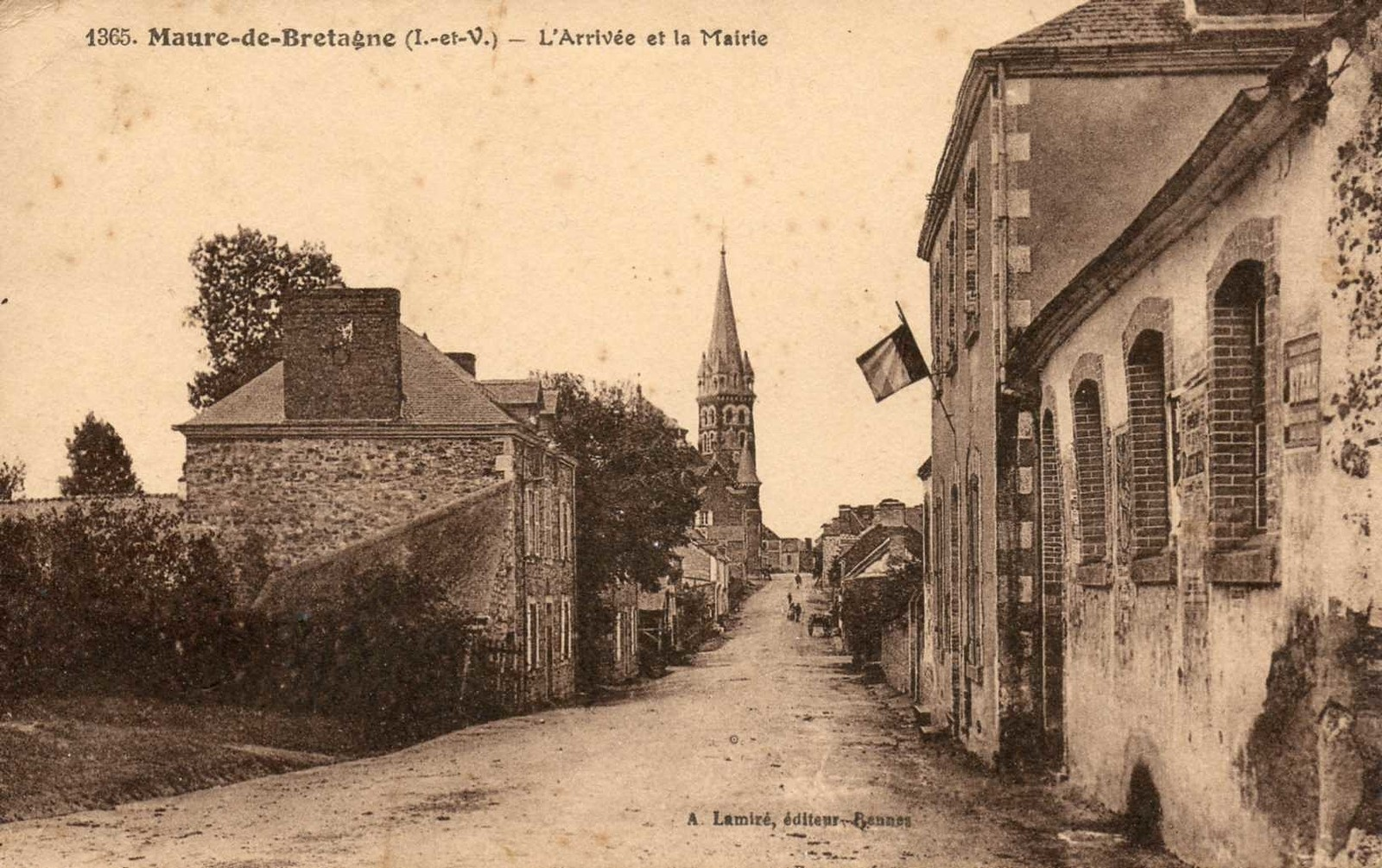
Maure-de-Bretagne ː l'église et la mairie au début du XXe siècle (carte postale).
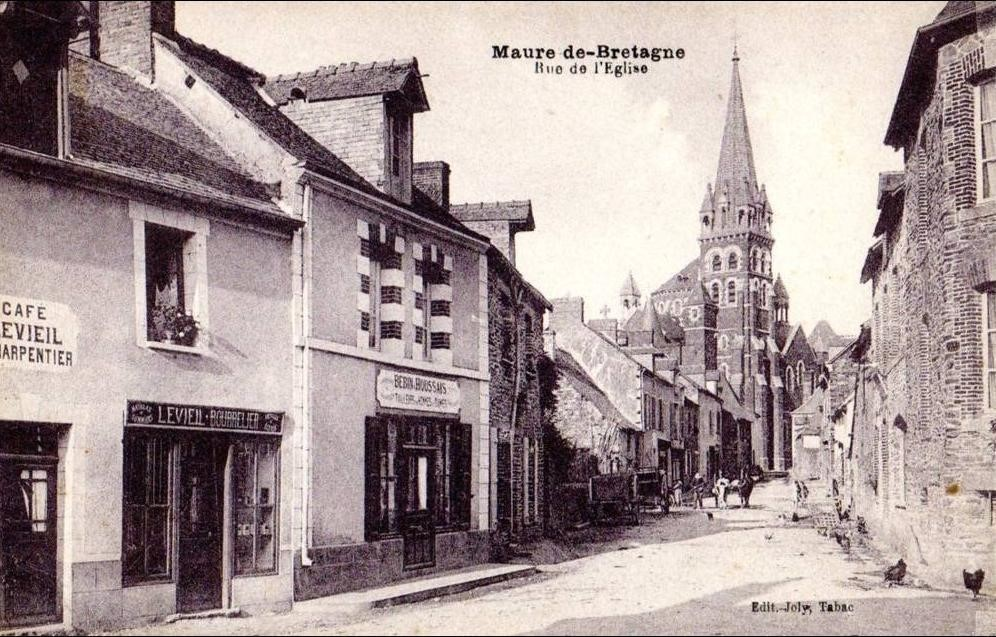
Maure-de-Bretagne ː la rue de l'église au début du XXe siècle (carte postale).
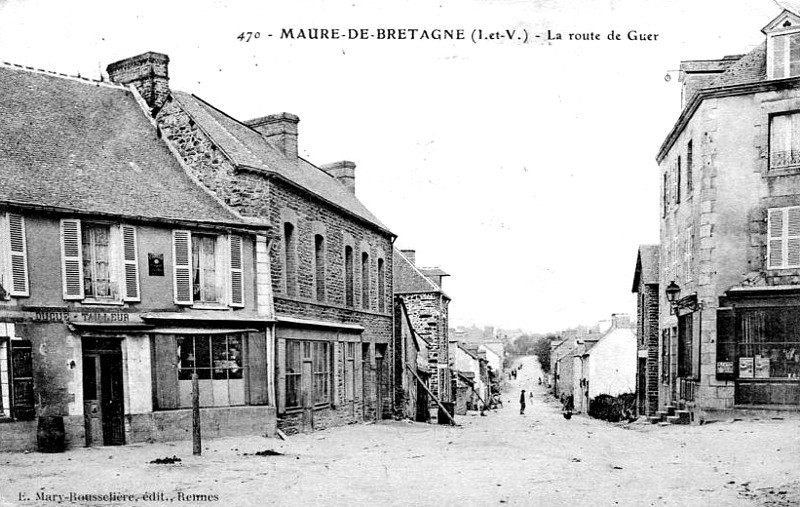
Maure-de-Bretagne ː la route de Guer au début du XXe siècle (carte postale).
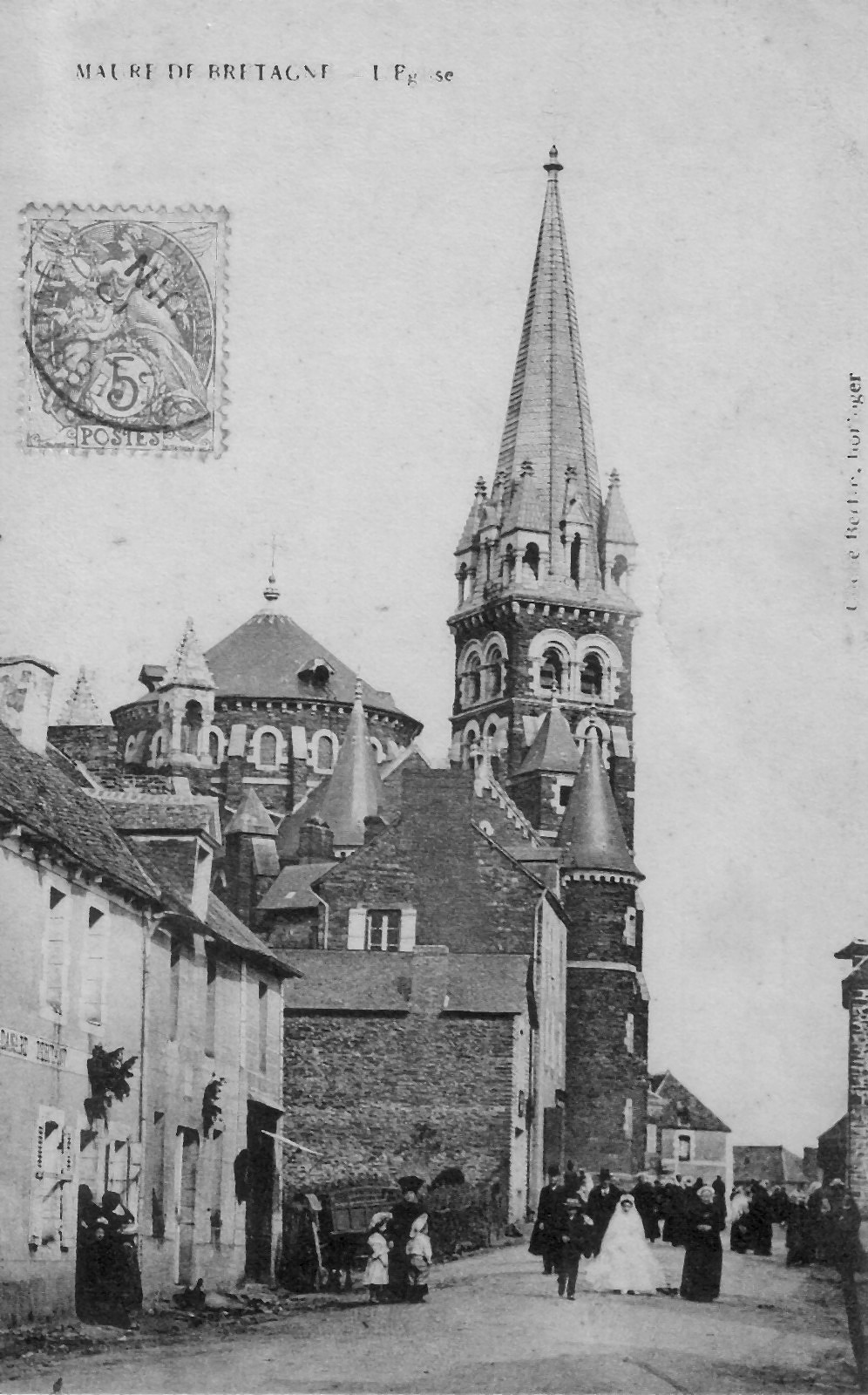
Maure-de-Bretagne ː la nouvelle église au début du XXe siècle (carte postale).
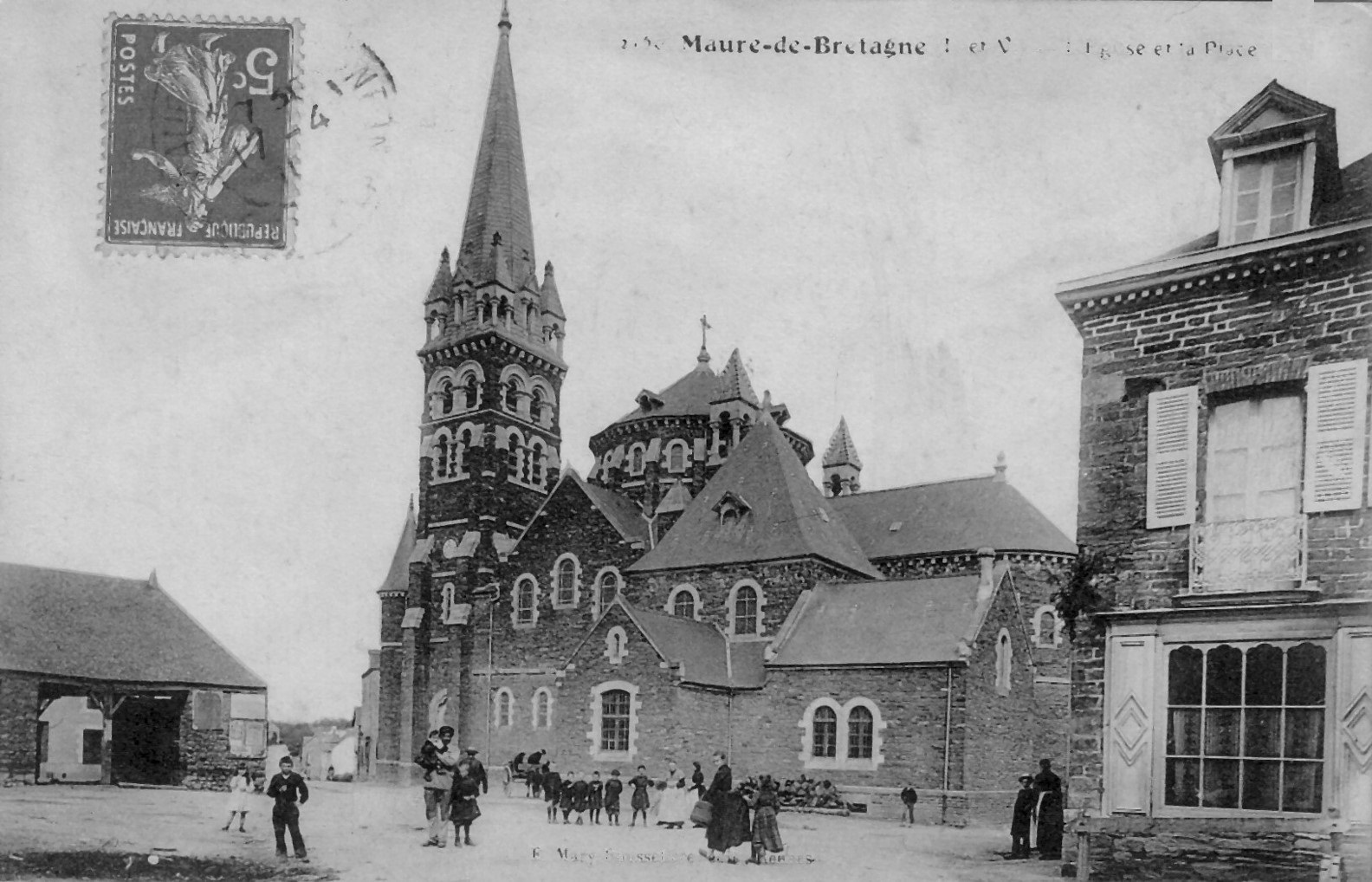
Maure-de-Bretagne ː la nouvelle église au début du XXe siècle (carte postale).
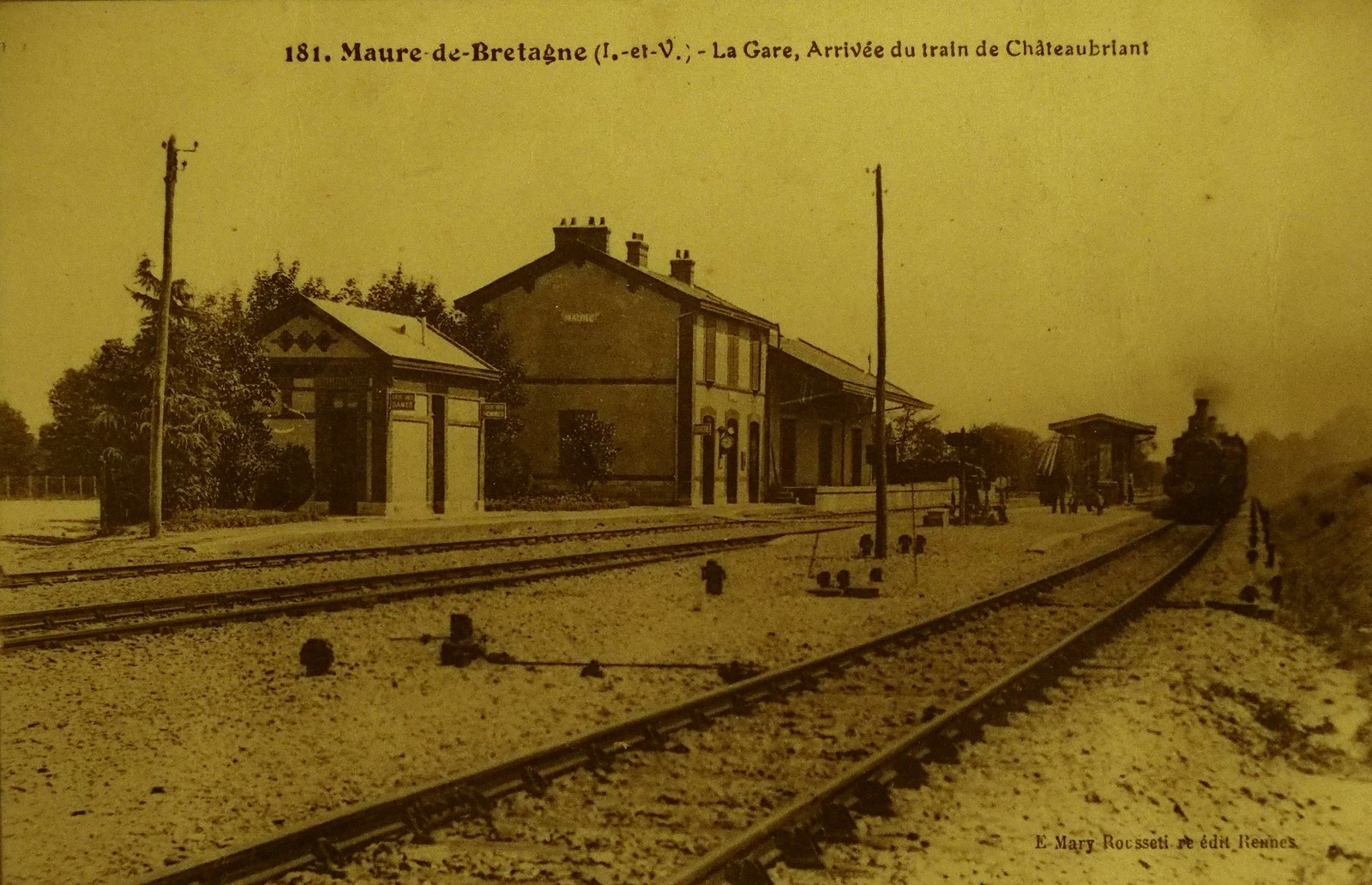
Maure-de-Bretagne ː l'arrivée du train de Châteaubriant (vers 1910, carte postale).

La ligne des Tramways d'Ille-et-Vilaine  allant de Bréal-sous-Montfort (correspondance avec la ligne de Rennes à Plélan-le-Grand) à Redon via Maure et Pipriac ouvrit en 1912 et ferma dès 1937.

#### La Première Guerre mondiale
Le monument aux morts de Maure-de-Bretagne porte les noms de 175 soldats morts pour la France pendant la Première Guerre mondiale ; parmi eux 6 au moins sont morts en Belgique(Félix Raffegeau à Fosses et François Bigot à Sambreville dès le 21 août 1914, Alfred Laperche à Virton, Armand Gautier à Falisolle, Alexandre Collet et François Chotard à Rossignol, tous les quatre le 22 août 1914) ; François Garnier est mort des suites de ses blessures le 2 janvier 1915 alors qu'il était prisonnier en Allemagne et Victor Poussin, lui aussi prisonnier de guerre, mort de maladie le 2 décembre 1918, donc après l'armistice, dans la partie de l'Allemagne désormais polonaise ; la plupart des autres sont morts sur le sol français.

#### L'entre-deux-guerres
Le monument aux morts de Maure-de-Bretagne a la forme d'un obélisque sur socle, en granite, avec à sa base la statue en fonte d'un poilu couché, mourant ; il porte l'inscription "À nos morts pour la patrie" et est décoré de quelques ornements (palme et croix latine notamment) : il a été inauguré le 27 mai 1923 ; une plaque rejoutée porte à l'avant le nom des morts pour la France de la Seconde Guerre mondiale.

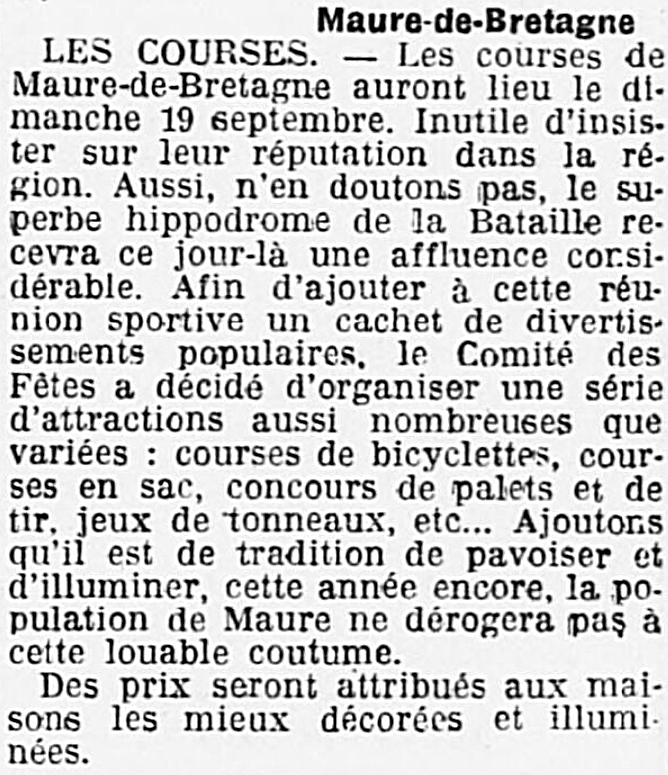
Les courses du 19 septembre 1926 à Maure (journal L'Ouest-Éclair du 14 septembre 1926.

Des courses étaient organisées chaque année à Maure-de-Bretagne, notamment des courses hippiques sur l'hippodrome de la Bataille.
En 1928, le nom de la commune de Maure a été modifié en Maure-de-Bretagne, afin de mieux différencier la commune des nombreux autres lieux ayant le même toponyme.

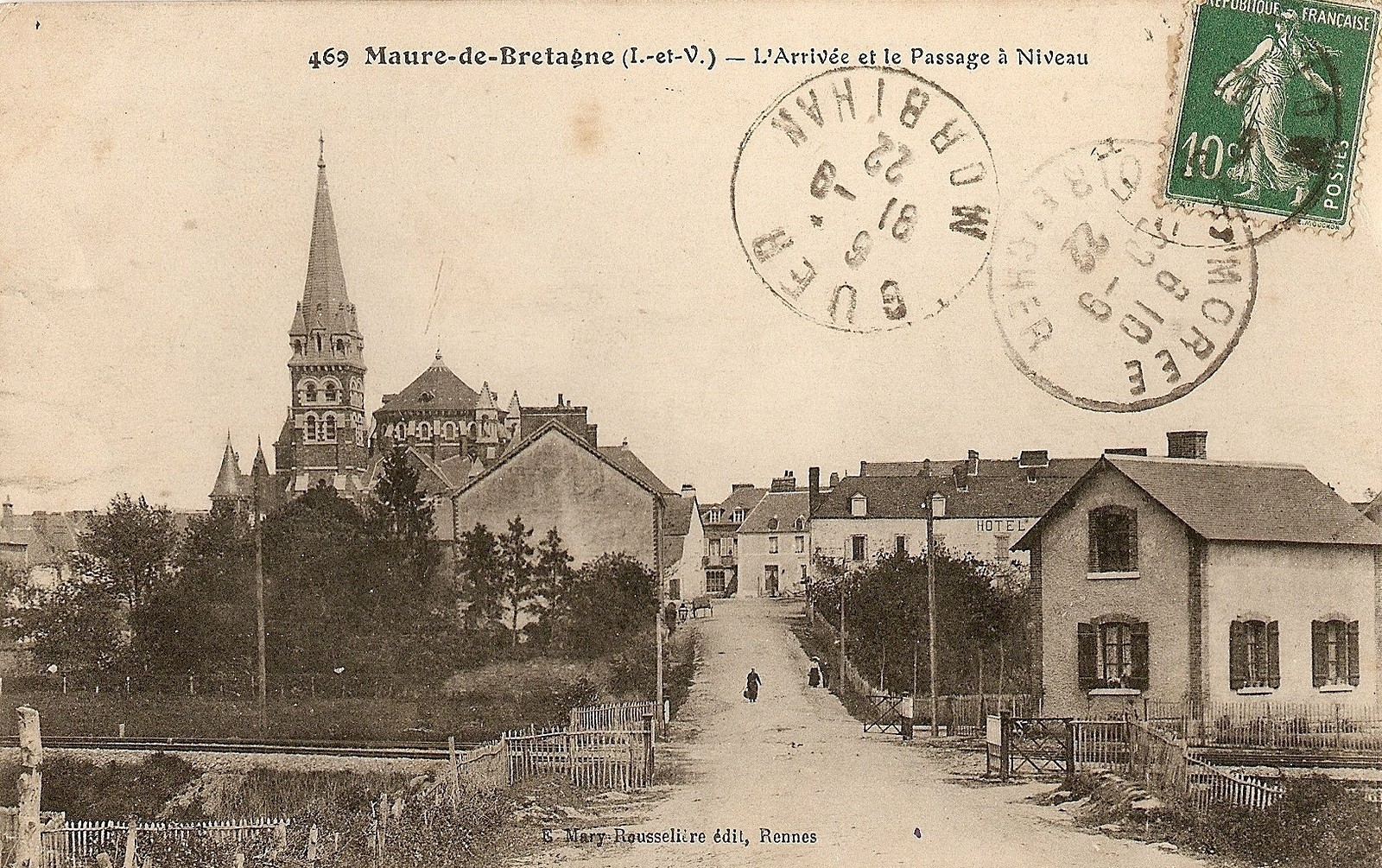
Maure-de-Bretagne ː l'arrivée et le passage à niveau (carte postale).
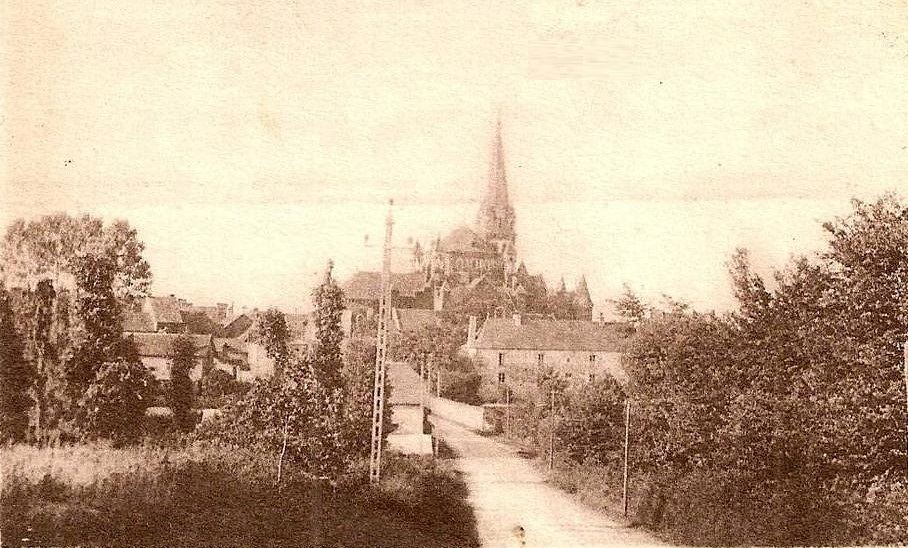
Maure-de-Bretagne ː l'arrivée depuis la route de Campel (carte postale).
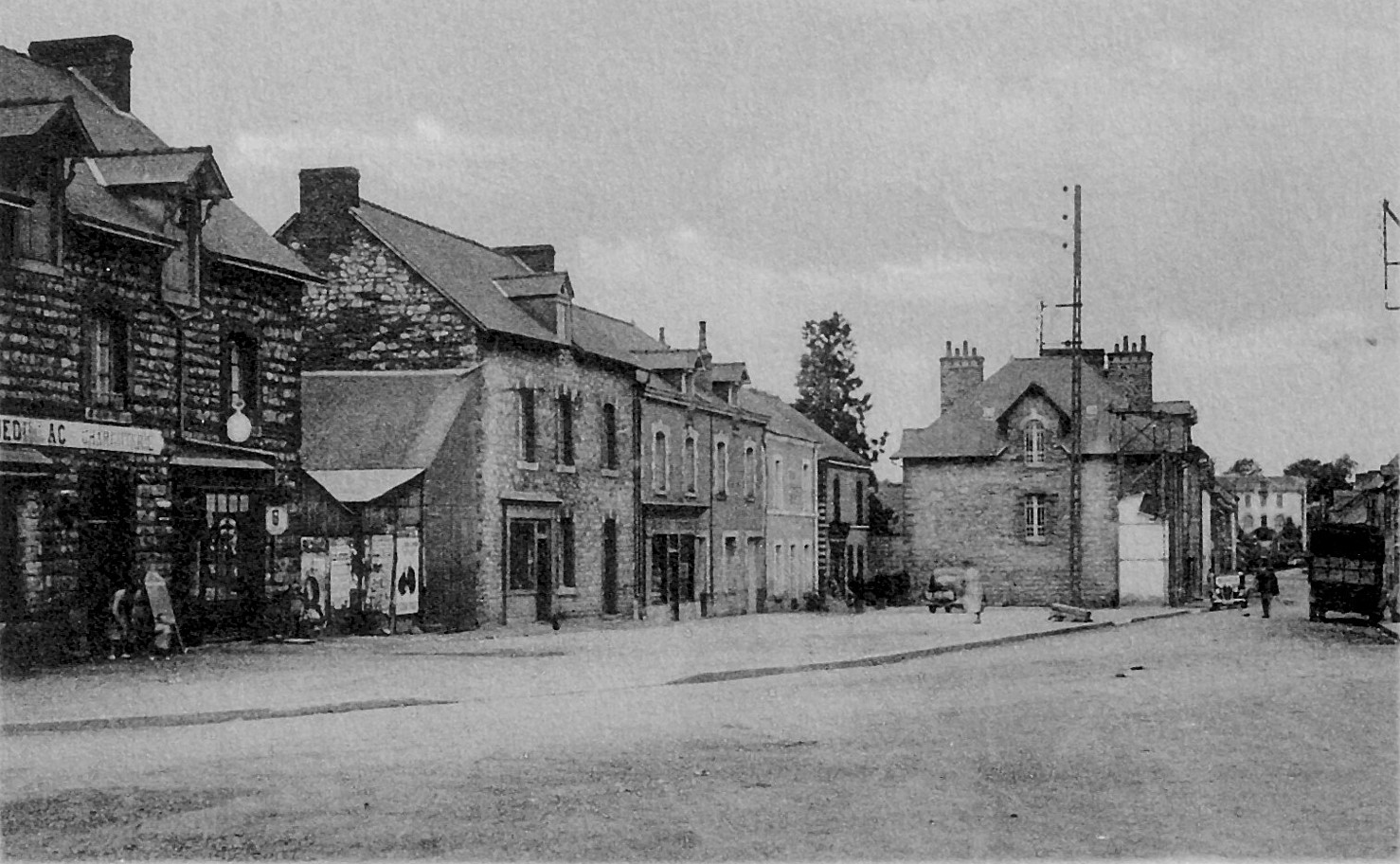
Maure-de-Bretagne ː la Place du marché et la Rue de Paris vers 1925 (carte postale).
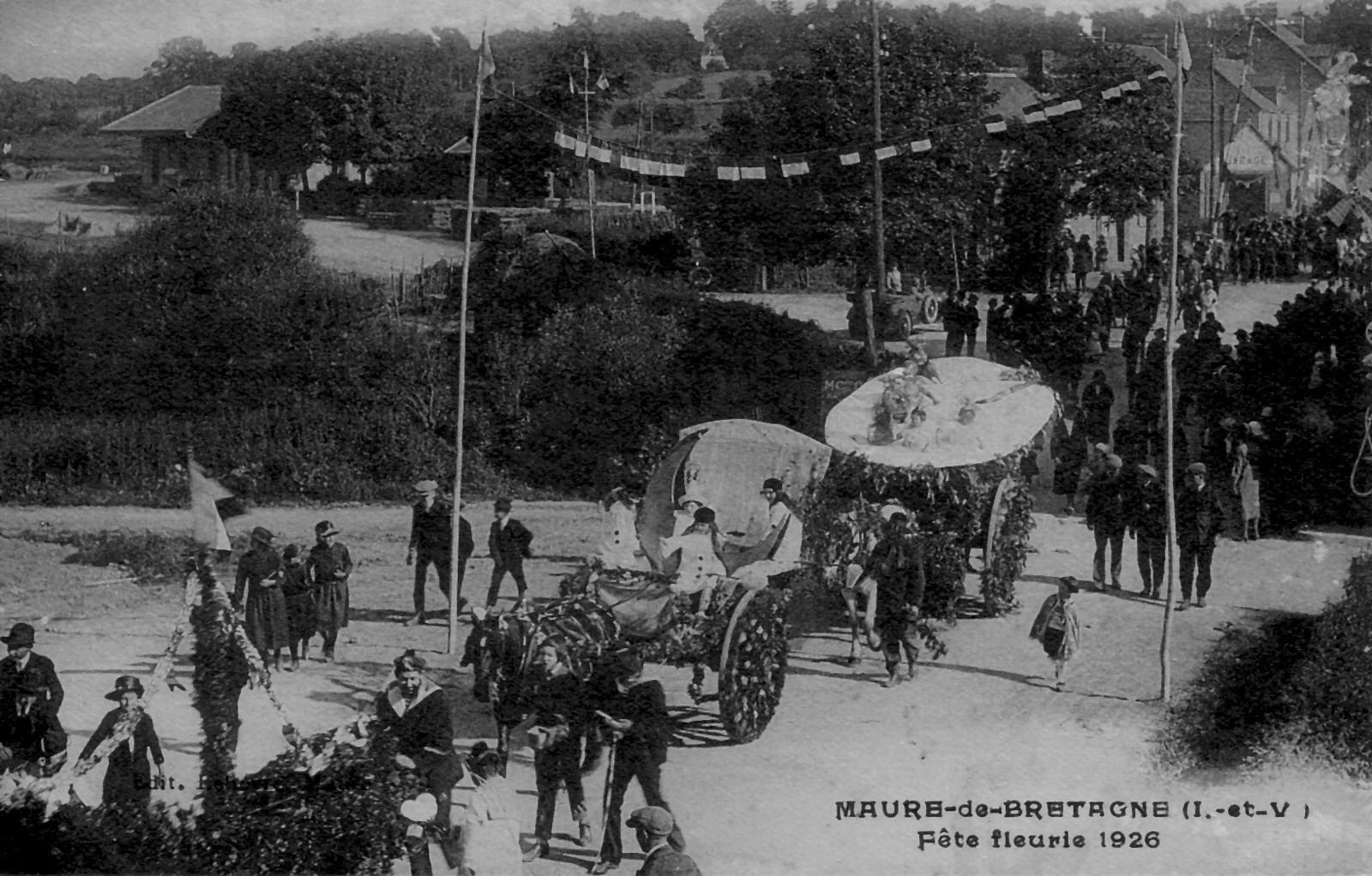
Maure-de-Bretagne ː Fête fleurie (1926, carte postale).

#### La Seconde Guerre mondiale
Le monument aux morts de Maure-de-Bretagne porte les noms de 19 personnes mortes pour la France pendant la Seconde Guerre mondiale ; parmi elles Jean Foveau, résistant F.F.I., tué à l'ennemi le 3 août 1944 à Maure-de-Bretagne ; une stèle commémorative honore sa mémoire.
Le vol de tickets de pains à Rennes, mais dont la vente fut organisée à Maure-de-Bretagne, entraîna plusieurs arrestations en février 1942.
Le 17 juillet 1944 « plusieurs individus armés (des résistants ?) attaquent le bureau de poste, puis la perception de Maure-de-Bretagne, se faisant remettre respectivement 60 000 francs et 90 715 francs. On n'a pu les identifier ».

#### L'Après Seconde Guerre mondiale
Deux soldats (M. Éon et R. Lecoq) originaires de Maure-de-Bretagne sont morts pour la France pendant la Guerre d'Indochine et deux (M. Bauchet et L. Letournel) pendant la Guerre d'Algérie.

### LeXXIesiècle
Un parc éolien constitué de 4 éoliennes d'une puissance chacune de 2 000 kW et d'un diamètre de 82 mètres fonctionne à La Croix des Trois Chesnots (à la limite nord de la commune), géré par une société créée en 2009.
En janvier 2017, Maure-de-Bretagne a fusionné avec la commune voisine de Campel pour devenir la commune de Val d'Anast.

## Économie
Maure-de-Bretagne possède une minoterie importante, appartenant au groupe Axiane Meunerie (Filiale de la coopérative Axéréal), dont font partie notamment les farines de blé noir Treblec et l'École de maître crêpier, longtemps située à Maure et désormais localisée à Rennes.

## Politique et administration

### Liste des maires
| Période | Période          | Identité             | Étiquette | Qualité                                                               |
| ------- | ---------------- | -------------------- | --------- | --------------------------------------------------------------------- |
| 1870    | 1915             | François Barbotin    | Droite    | Agriculteur. Conseiller général. Député d'Ille-et-Vilaine (1889-1893) |
| 1915    | 1925             | Jean-Marie Barré     | RG        | Cultivateur. Boucher. Conseiller d'arrondissement.                    |
| 1925    | mai 1929 (décès) | Camille-Marie Lagrée | -         | Propriétaire.                                                         |
| 1929    | 1959             | Joseph Lagrée        | DVD       | Fils de Camille Lagrée, maire précédent. Avocat. Conseiller général.  |
| 1959    | 1973             | Anne de Talhouët     | -         | -                                                                     |
| 1973    | 1995             | Georges François     | DVD       | Pharmacien, conseiller général                                        |
| 1995    | 2008             | Jean Marsollier      | DVD       | -                                                                     |
| 2008    | 2016             | Michel Chiron        | DVD       | Cadre supérieur retraité                                              |
| 2016    |                  | Pierre-Yves Reboux   |           |                                                                       |

## Jumelages

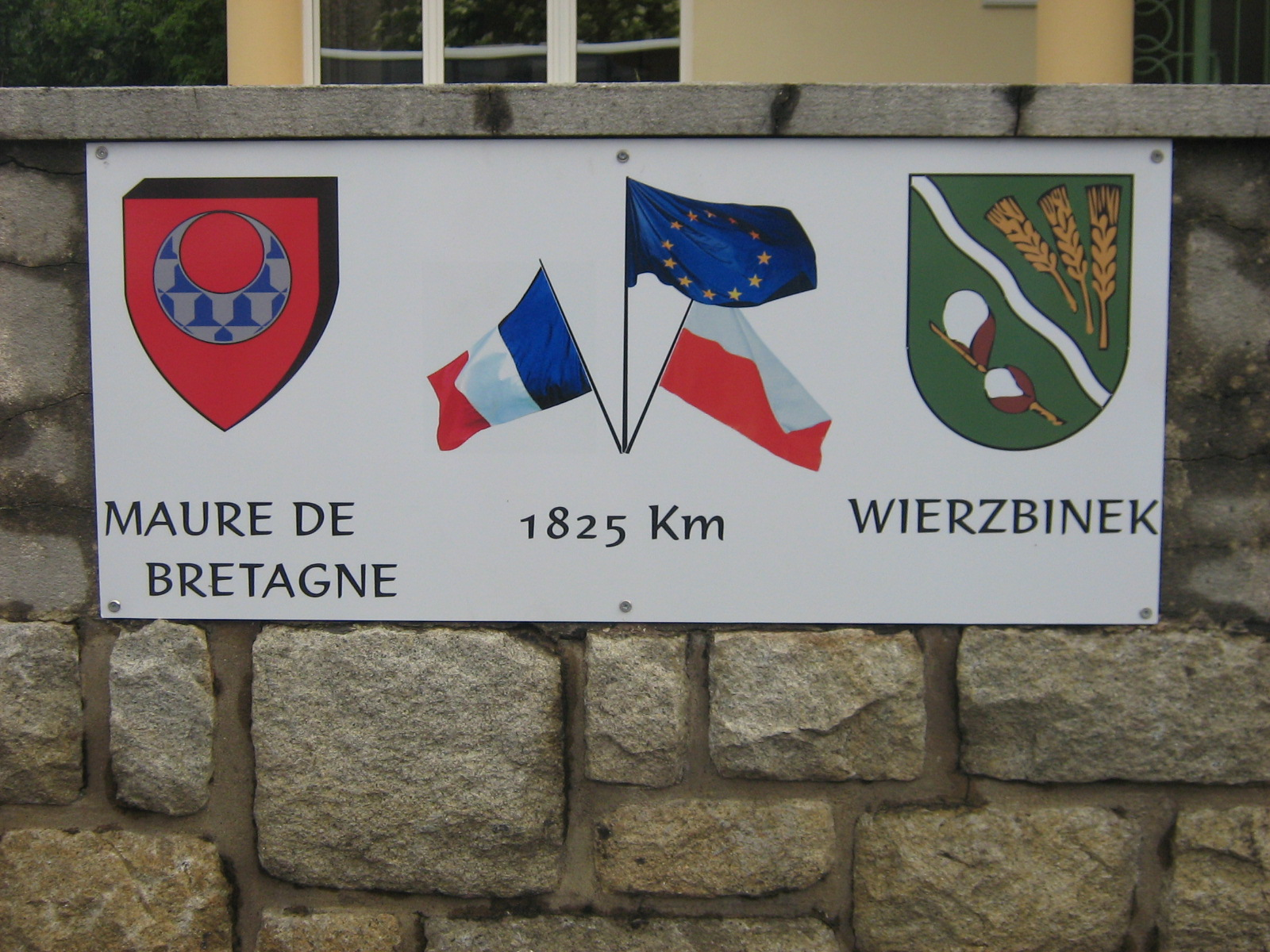
Plaque du jumelage à Wierzbinek

La commune est jumelée avec :
- Wierzbinek (Pologne) depuis 2006[31]

## Population et société

### Démographie
L'évolution du nombre d'habitants est connue à travers les recensements de la population effectués dans la commune depuis 1793. À partir du 1er janvier 2009, les populations légales des communes sont publiées annuellement dans le cadre d'un recensement qui repose désormais sur une collecte d'information annuelle, concernant successivement tous les territoires communaux au cours d'une période de cinq ans. 
Pour les communes de moins de 10 000 habitants, une enquête de recensement portant sur toute la population est réalisée tous les cinq ans, les populations légales des années intermédiaires étant quant à elles estimées par interpolation ou extrapolation. Pour la commune, le premier recensement exhaustif entrant dans le cadre du nouveau dispositif a été réalisé en 2005,.
En 2014, la commune comptait 3 370 habitants, en évolution de +7,26 % par rapport à 2009 (Ille-et-Vilaine : +5,61 %, France hors Mayotte : +2,49 %).
| 1793  | 1800  | 1806  | 1821  | 1831  | 1836  | 1841  | 1846  | 1851  |
| ----- | ----- | ----- | ----- | ----- | ----- | ----- | ----- | ----- |
| 3 494 | 4 110 | 4 999 | 4 186 | 4 282 | 3 955 | 4 001 | 3 982 | 4 271 |

| 1856  | 1861  | 1866  | 1872  | 1876  | 1881  | 1886  | 1891  | 1896  |
| ----- | ----- | ----- | ----- | ----- | ----- | ----- | ----- | ----- |
| 4 142 | 4 075 | 4 094 | 3 573 | 3 584 | 3 615 | 3 664 | 3 760 | 3 810 |

| 1901  | 1906  | 1911  | 1921  | 1926  | 1931  | 1936  | 1946  | 1954  |
| ----- | ----- | ----- | ----- | ----- | ----- | ----- | ----- | ----- |
| 3 829 | 3 831 | 3 844 | 3 516 | 3 508 | 3 359 | 3 421 | 3 251 | 2 970 |

| 1962  | 1968  | 1975  | 1982  | 1990  | 1999  | 2005  | 2010  | 2014  |
| ----- | ----- | ----- | ----- | ----- | ----- | ----- | ----- | ----- |
| 2 800 | 2 646 | 2 516 | 2 496 | 2 552 | 2 470 | 2 872 | 3 203 | 3 370 |

### Sports et loisirs
Depuis 2010, le Maure Badminton Club évolue au niveau national, et un de ses joueurs a participé aux championnats du monde vétérans à Vancouver (Canada) en 2011.
La ville de Maure-de-Bretagne accueille le Football Club du Pays d'Anast (FCPA).
Un espace cyber-base est installé au sein de Chorus, rue du Querpon, ainsi qu'une médiathèque, une ludothèque et un Multi-accueil pour les enfants de 4 mois à 3 ans.
On trouve également l'hippodrome des Bruyères où l'on peut voir des courses hippiques trot et obstacle (site officiel de la ville).
Depuis quelques années, un festival musical a vu le jour, le festival « Que du Bonheur ». Des artistes tels que les Ramoneurs de Menhir, Merzhin, Sergent Pépère ou La Bavarde y ont joué.
Il y a aussi un club aquariophile.
Club de handball, créé en 1983 : plus de 200 licenciés en 2013.
Bourg et commune traversée par la « Voie verte » (VD2) : ancienne ligne de chemin de fer réaménagée en itinéraire de promenade, reliant Ploërmel (56) à Chateaubriant (44).
Et également un club de tennis dont Stéphane Leborgne, Florent Joly, Maxime Motais et Yves Quelme sont les meilleurs et fidèles représentants.

## Culture locale et patrimoine

### Culture
- Festival d'humour des Cambrouss'Ries, organisé par l'association Art-Maure-Spectacles[36]. Il se déroule en avril de chaque année, accueillant des artistes humoristes professionnels (Exemple, en 2017 : Serge Llado, Gerald Dahan, Albert Meslay, Les Glandeurs Nature, Les Chiche-Capon, Chraz, Marianne Sergent, Jeff Didelot, Les Kischs, etc.).

Rendez-vous culturel annuel bien installé sur le territoire (depuis 2015), les humoristes des Cambrouss'Ries se produisent sur Maure-de-Bretagne, et les communes environnantes, dans des bars, restaurants, mais aussi dans des salles plus grandes (salle du Rotz, cinéma Aurore, salles des fêtes). En 2018, le festival aura lieu du 10 au 28 avril 2018, pour sa 4e édition.
- des artistes musiciens de se produisent aussi sur la commune sur invitation de l'association Art-Maure-Spectacles[36] : le groupe "ZORBA" en 2015, "RIMO" en 2016, et "UM" en 2017.

- Troupe de théâtre amateur se produisant chaque année sur Maure-de-Bretagne et ses environs (pièces : "Flashboule" en 2015-2016, "Les Scottish" en 2016-2017). Troupe composée d'une dizaine d'acteurs amateurs, de l'association Art-Maure-Spectacles[36].

### Lieux et monuments

#### Monuments religieux
- Église Saint-Pierre, construite de 1894 à 1898 par Arthur Regnault[37]. Elle présente un abondant mobilier religieux (ostensoir[38], ciboire[39], calice[40], chapes, surplis, conopées, étoles, drapeau d'une croisade eucharistique[41], etc..)

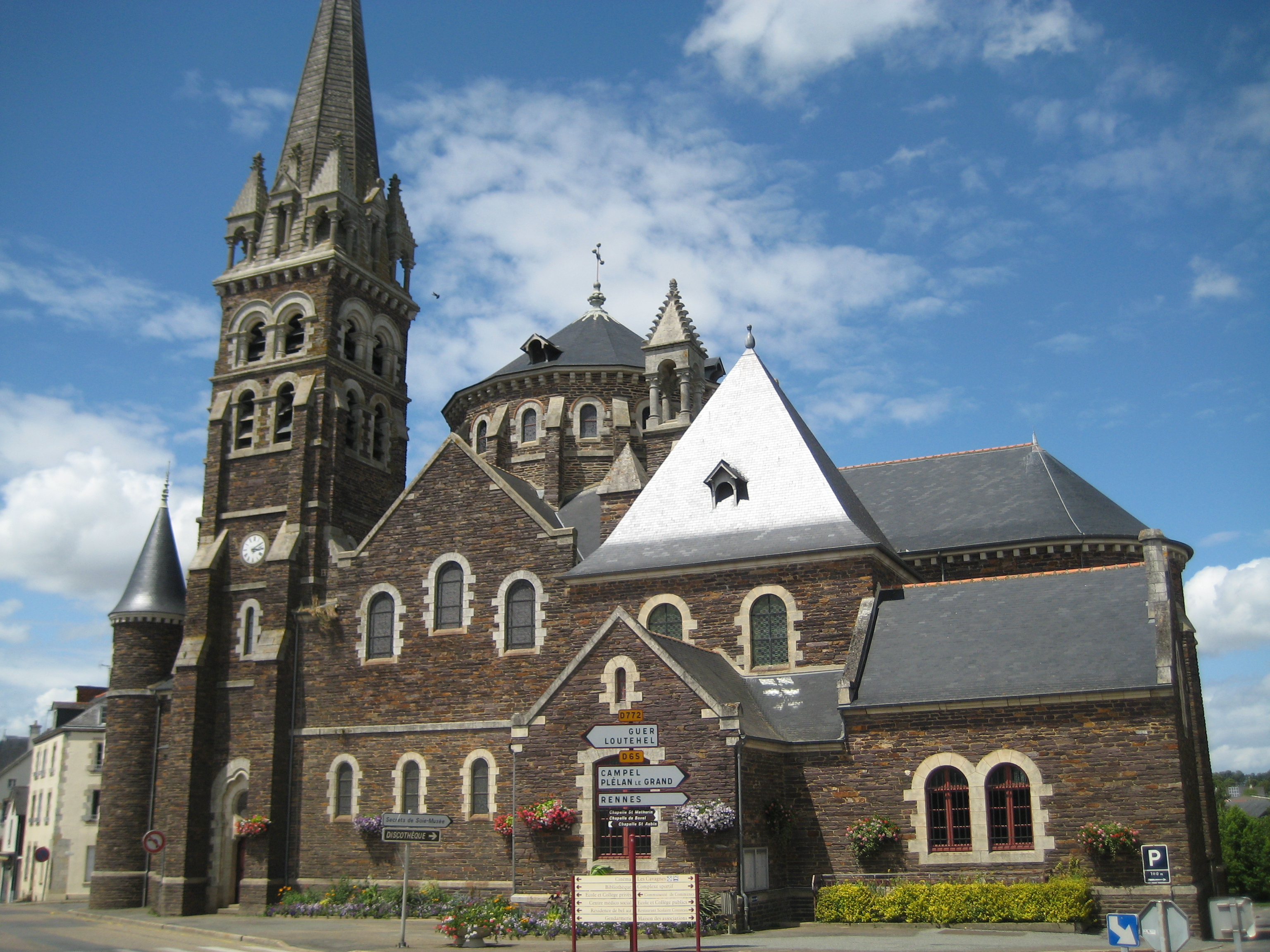
Église Saint-Pierre : vue extérieure d'ensemble.
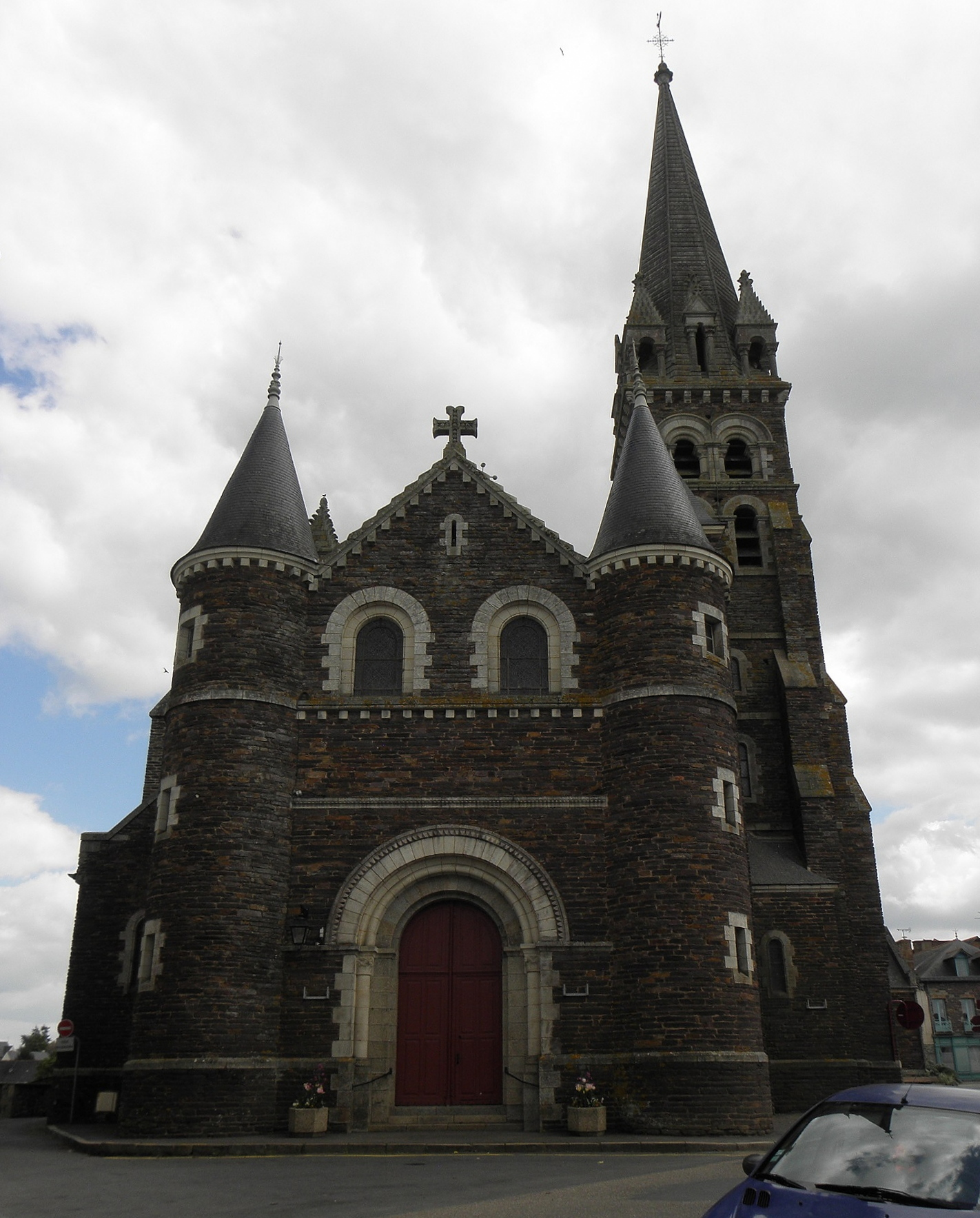
Église Saint-Pierre : la façade.
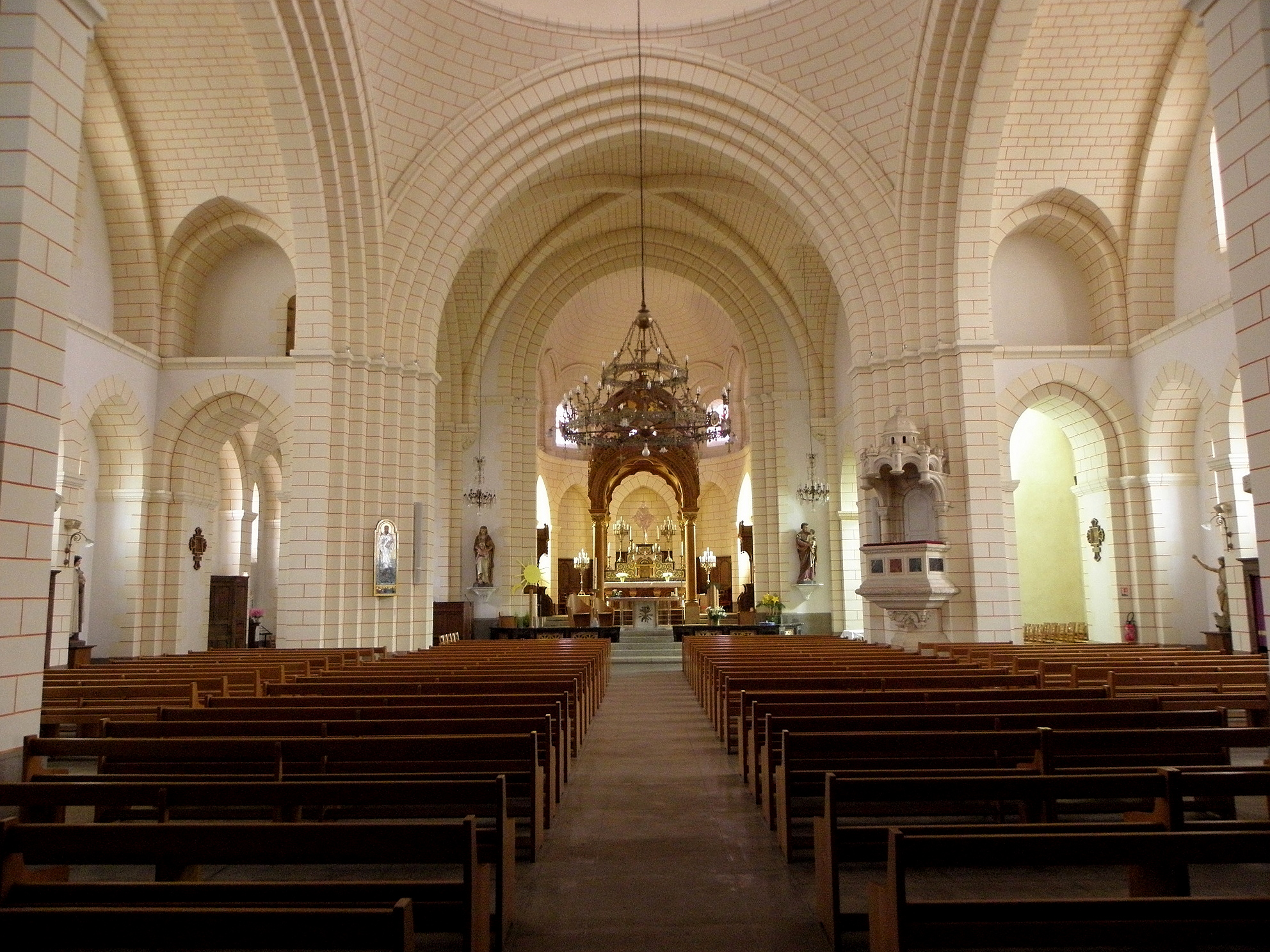
Église Saint-Pierre : vue intérieure d'ensemble.
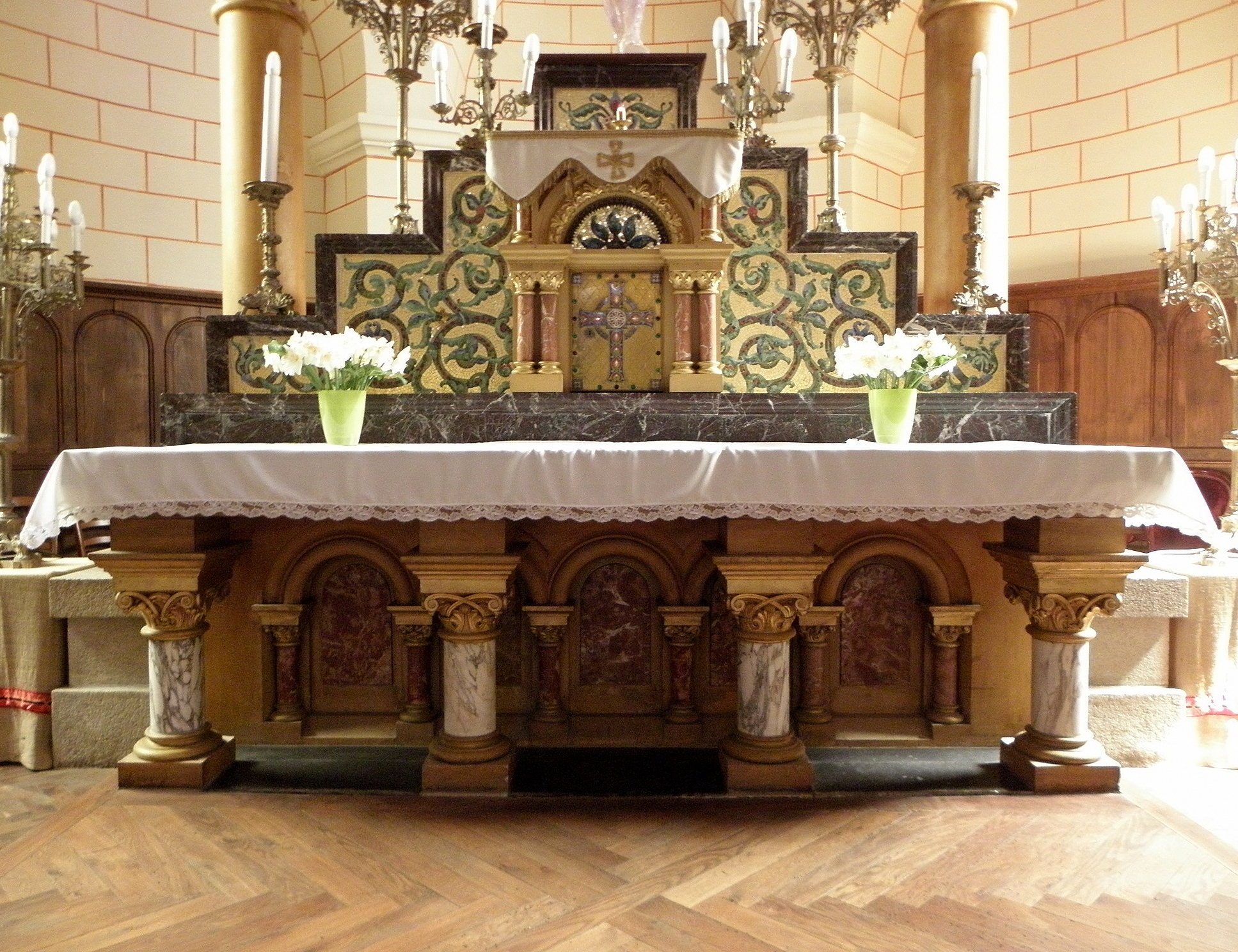
Le maître-autel.
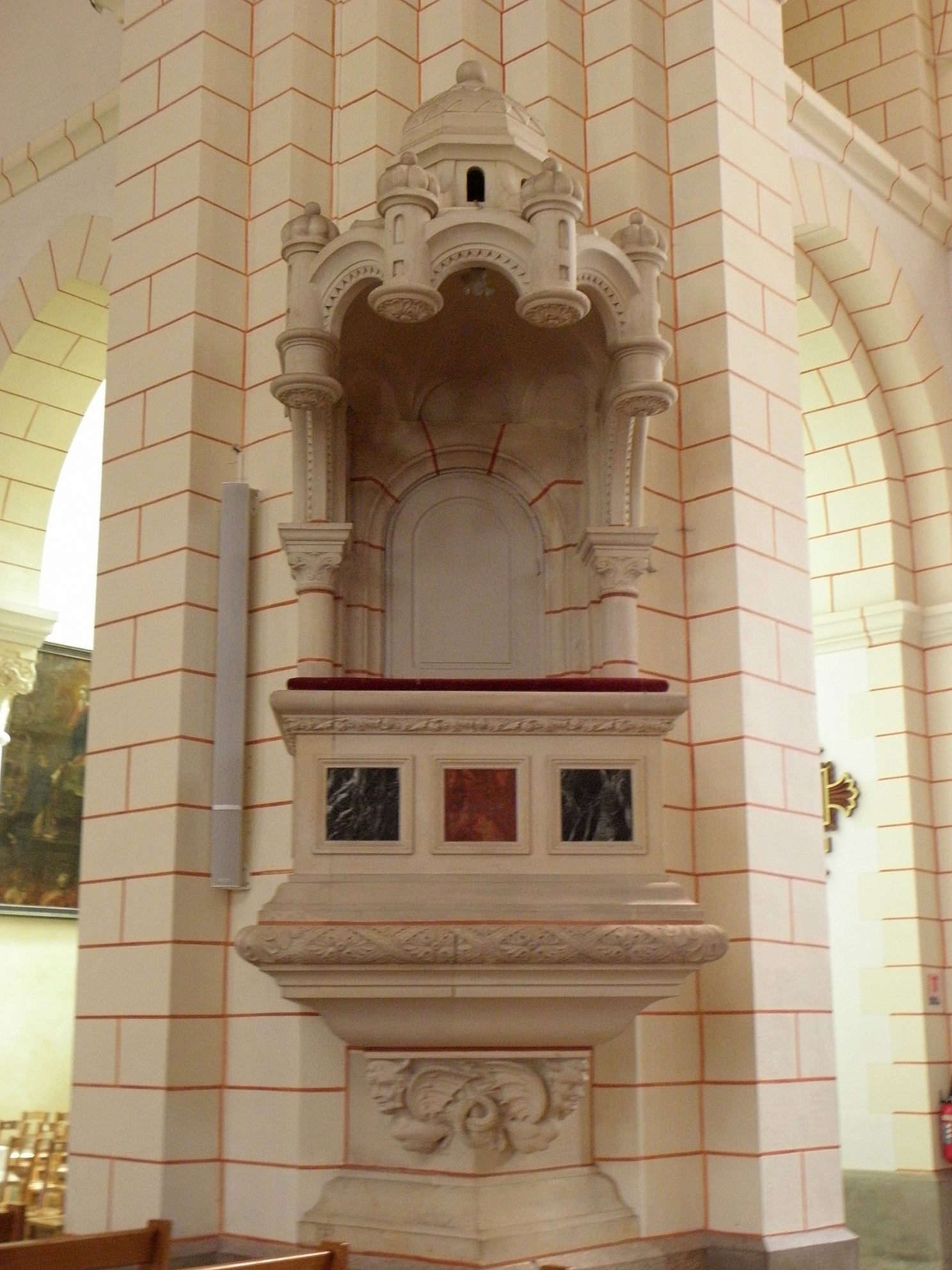
La chaire à prêcher.

- La commune abrite un monument historique : la croix du cimetière, datant du XVIe siècle. Elle a été classée par arrêté du 19 novembre 1910[42].

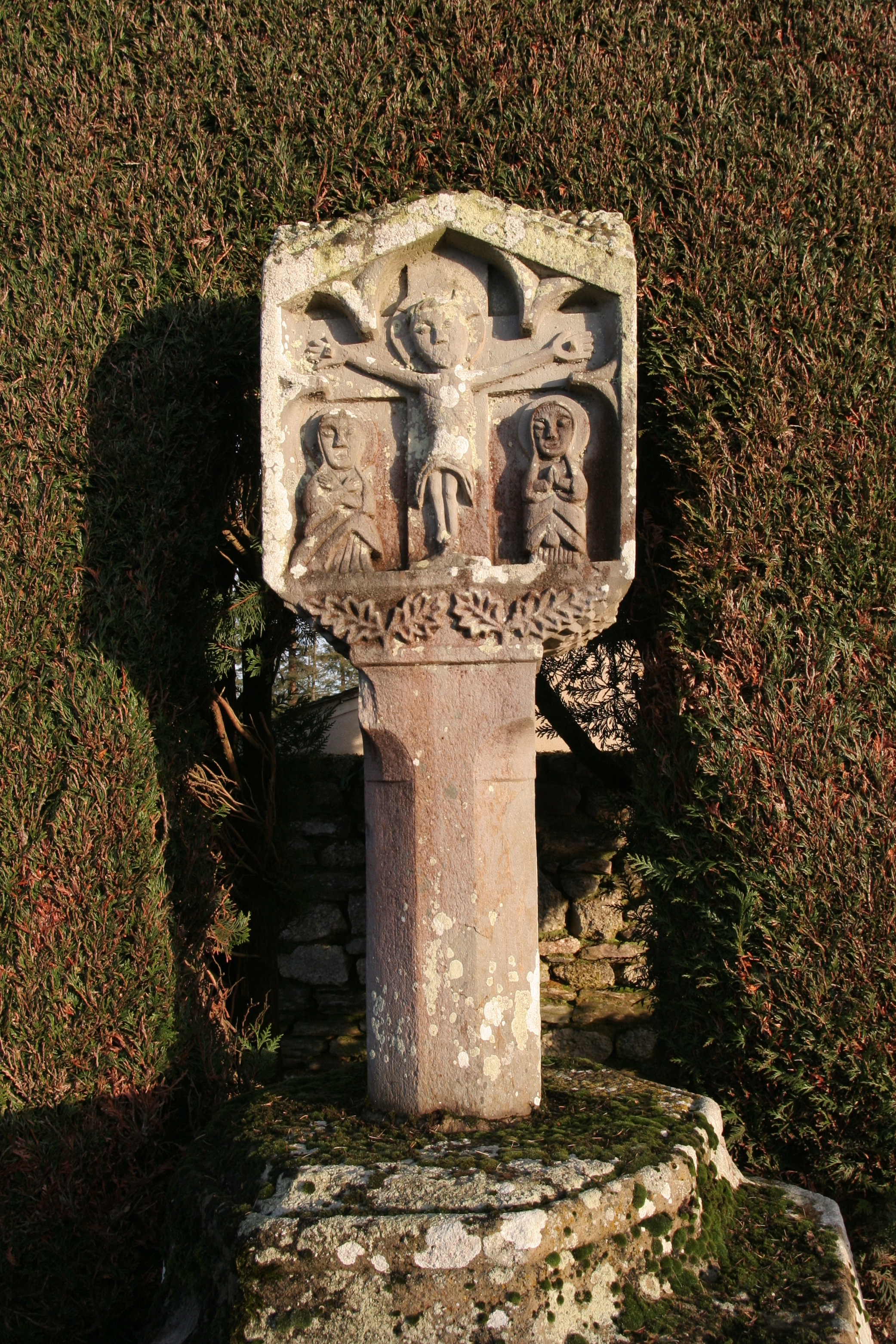
Croix de cimetière : face ouest.
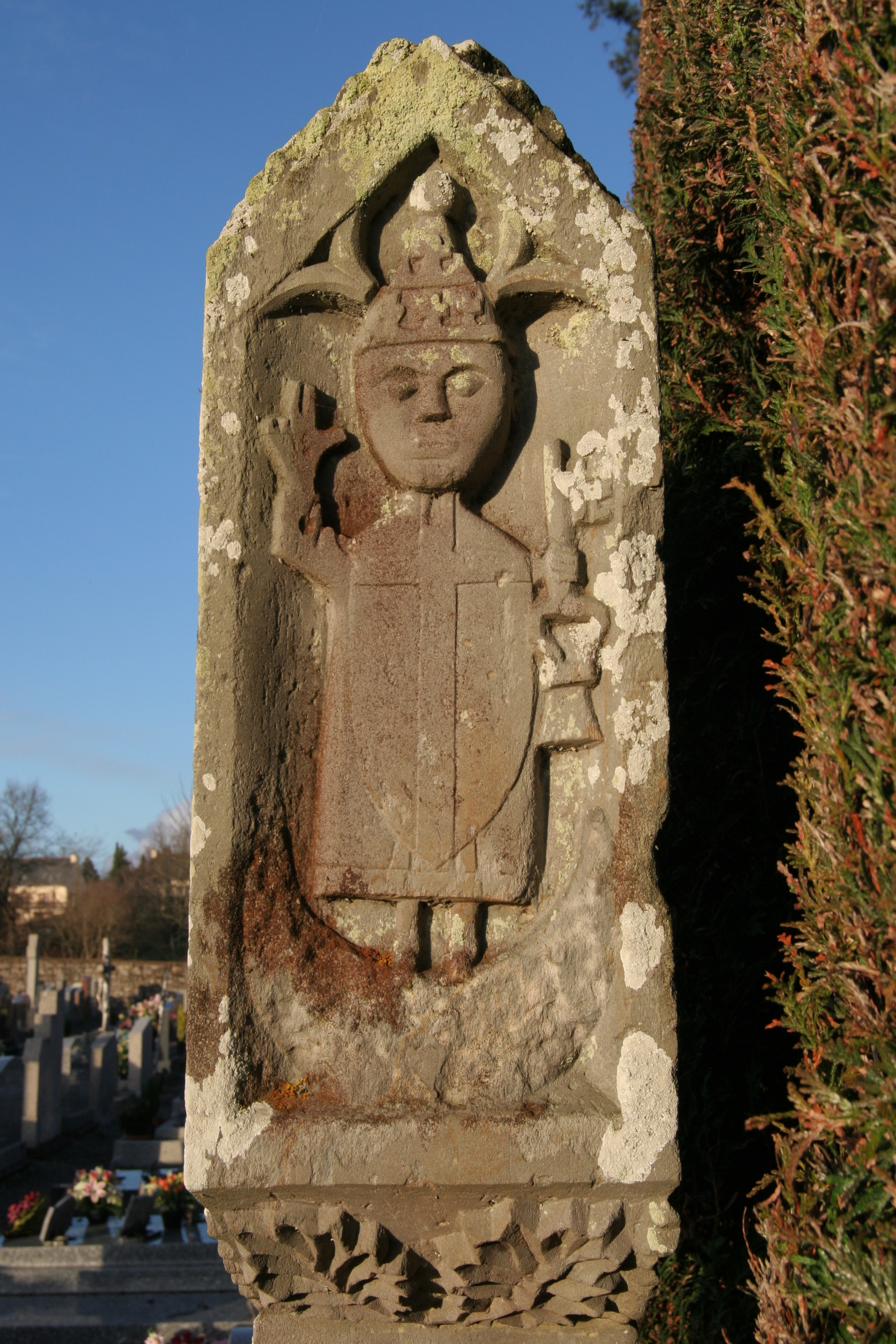
Croix de cimetière : face sud.
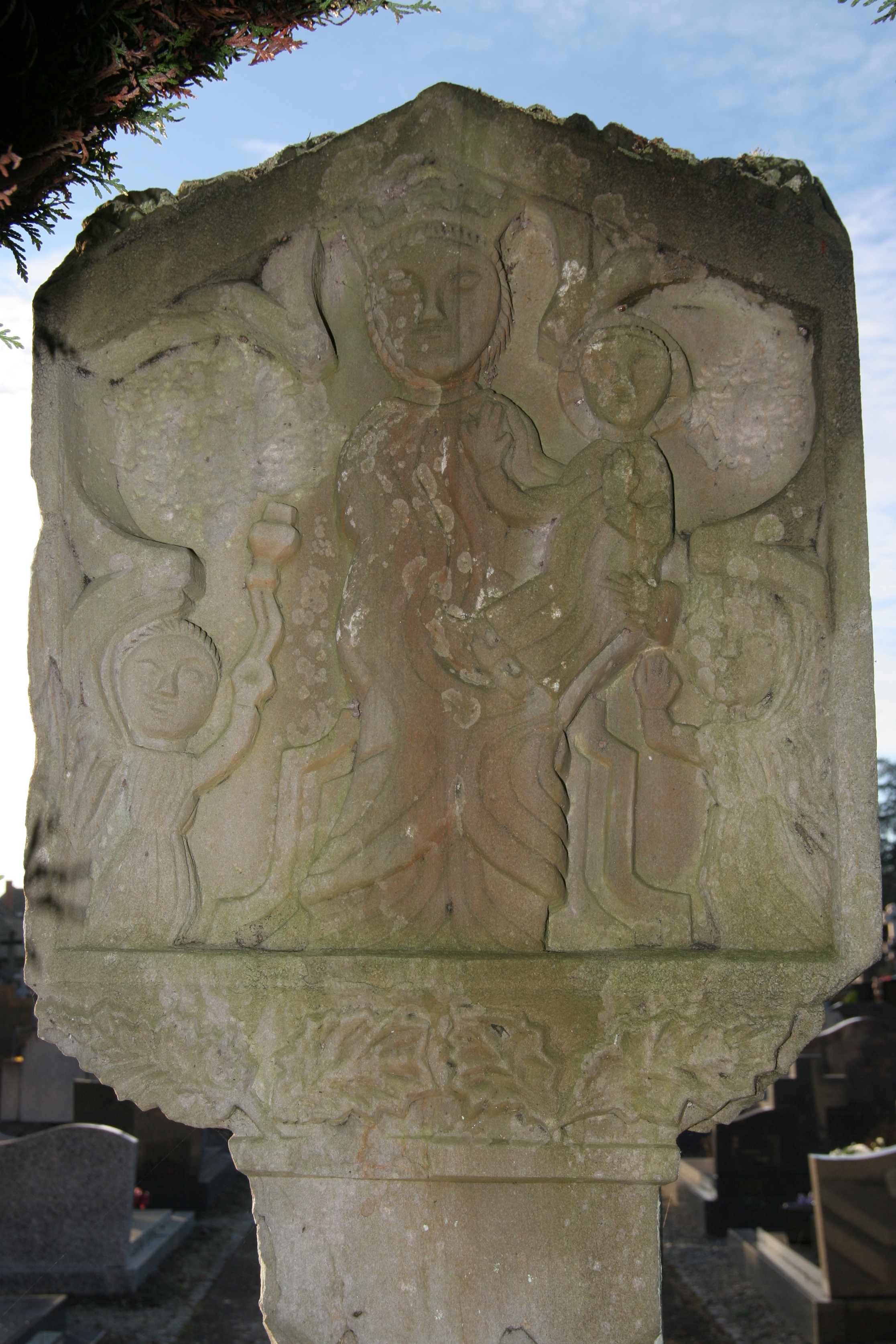
Croix de cimetière : face est.
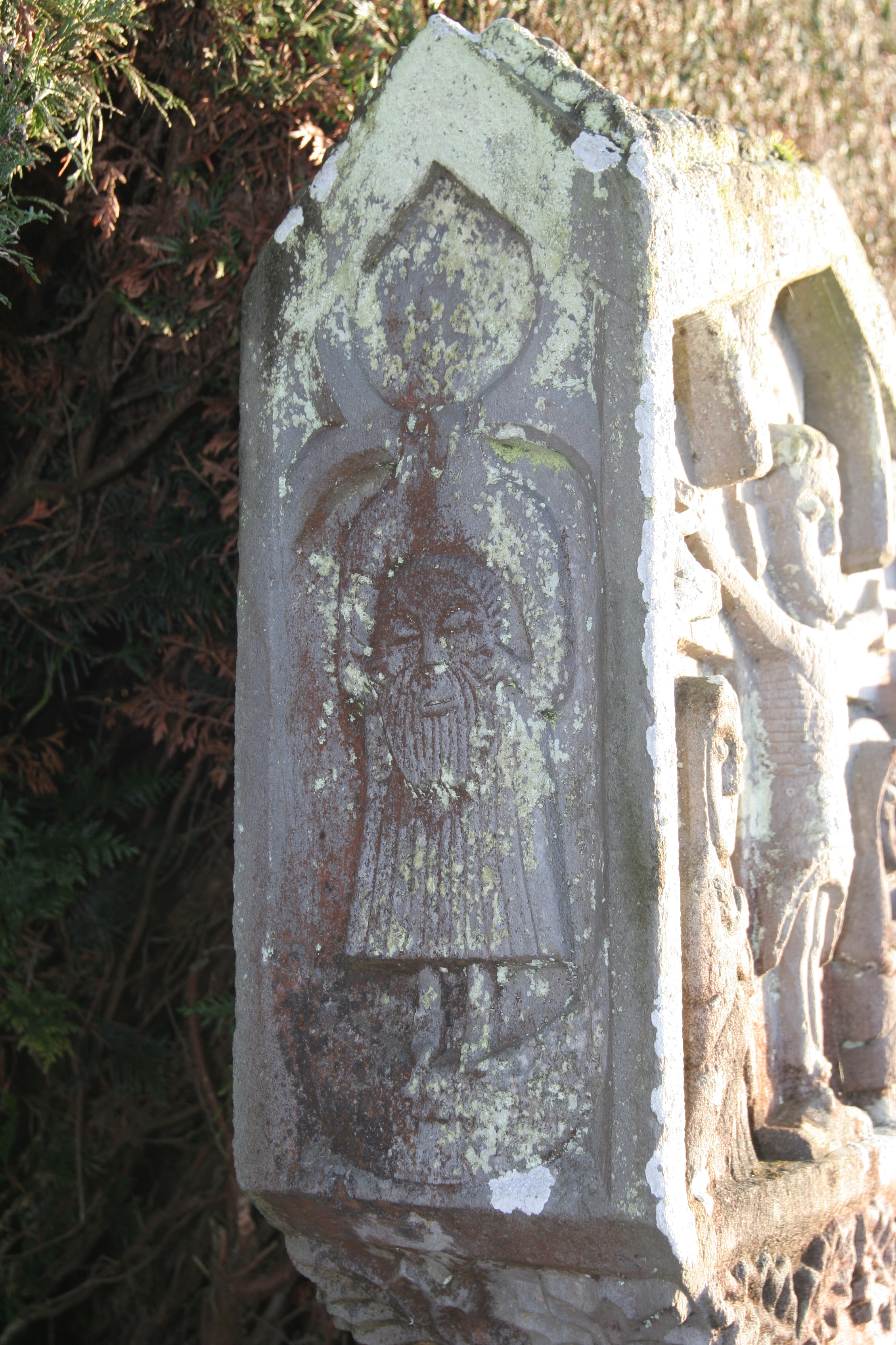
Croix de cimetière : face nord.

- Chapelle Sainte-Anne de Ropenard : elle date du XIIe siècle, mais a été reconstruite en partie en 1626 et réaménagée en 1901[43].

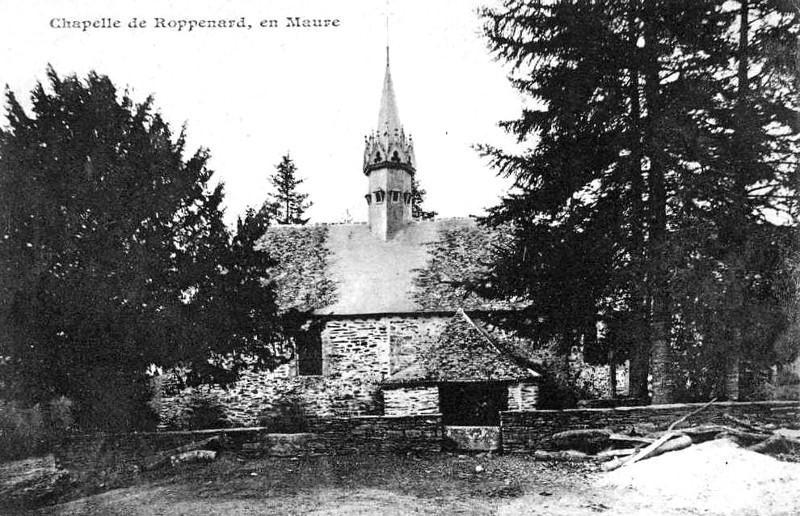
La chapelle de Ropenard au début du XXe siècle (carte postale).

- Chapelle Sainte-Reine des Domaines : c'est une ancienne chapelle frairienne construite en 1754 ; dédiée à sainte Reine, située sur une colline en haut du lieu-dit Compaissy. Bel édifice religieux datant du XVIIIe siècle (la fin de sa reconstruction et sa consécration eurent lieu en 1756). Édifice restauré. Voûte intérieure bleue étoilée. Fêtée tous les ans à l'Assomption (15 août) en l'honneur de sainte Reine (pardon, procession de la statue en bois de sainte Reine vers la croix de Compaissy, et kermesse - jeux pour enfants, concours palets, restauration sur place)[44].
- Chapelle Saint-Mathurin : elle date initialement du XIe siècle et appartenait alors à l'abbaye Saint-Melaine de Rennes ; reconstruite en partie au XIXe siècle[45].
- Chapelle Notre-Dame du Ros (XVIIIe siècle) ; elle est très délabrée, mais elle est située probablement sur le site initial du château de Maure, à l'emplacement d'une ancienne chapelle castrale[46].
- Prieuré de Boussac, dit "la Priouté" ; c'est l'édifice le plus ancien de la commune[47].

#### Édifices civils
- Plusieurs châteaux et manoirs[48] :
  - Château de la Lambardais[49].

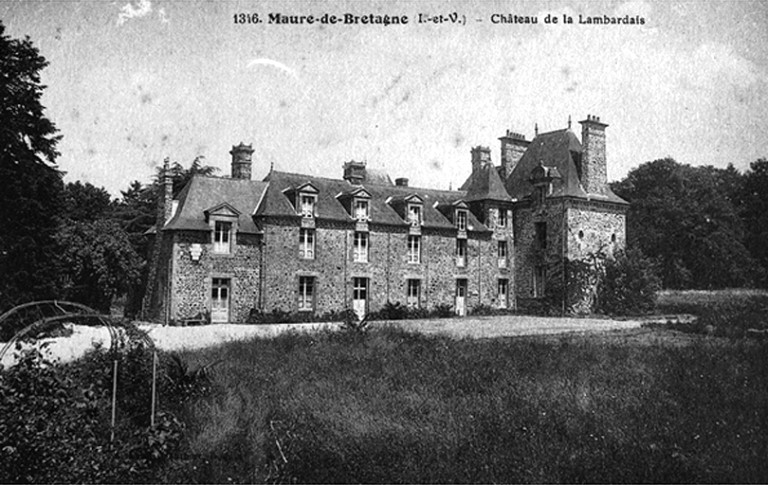
Le château de la Lambardais au déut du XXe siècle (carte postale).

- - Château de Maure (le château actuel date du dernier quart du XIXe siècle)[50].

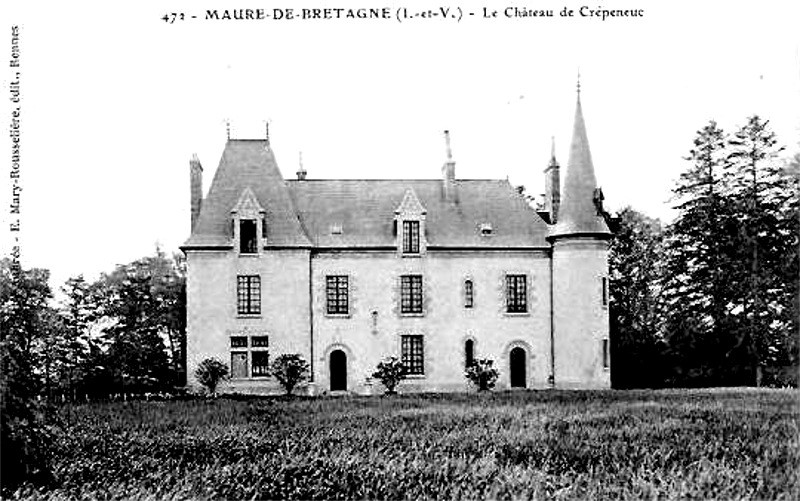
Le château de Crépeneuc (Château de Maure) au début du XXe siècle (carte postale).

- - Château du Bois au Voyer (propriété privée), reconstruit au XIXe siècle sur une partie de l'emplacement d'un château plus ancien. Deux tours du XIVe siècle subsistent, reliées par une douve sèche[51].

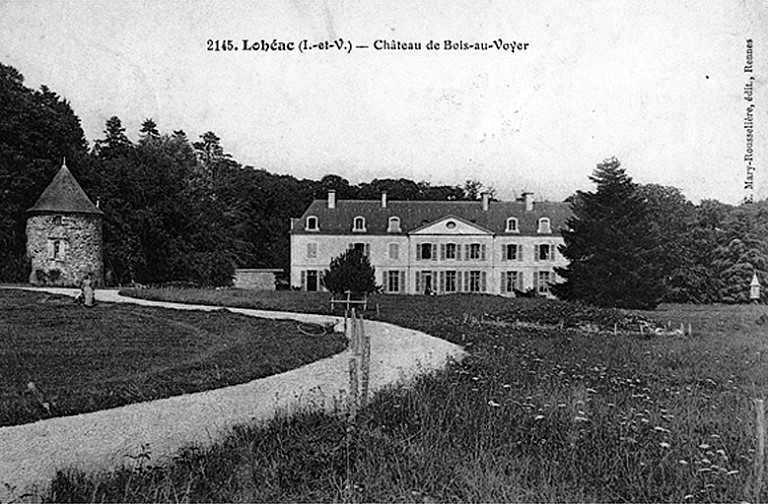
Le château de Bois-au-Voyer au début du XXe siècle (carte postale).

- - Château du Bois-Basset (de style néogothique ; dernier quart du XIXe siècle)[52].

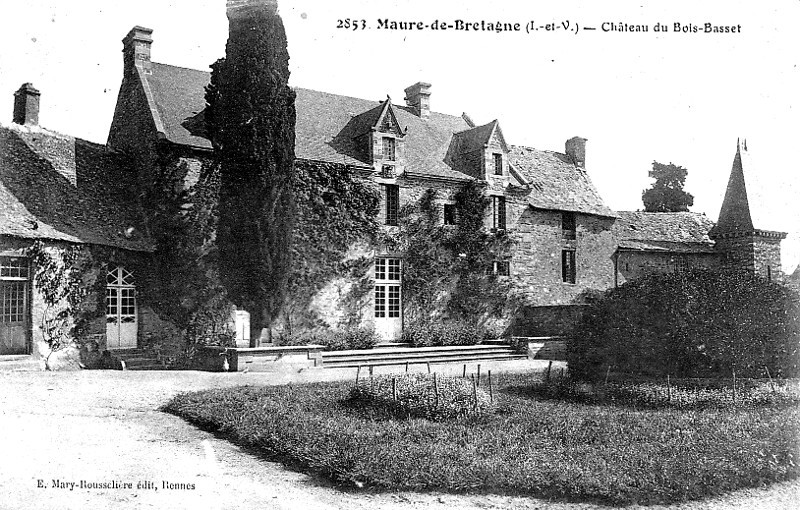
Le château du Bois-Basset au début du XXe siècle (carte postale).

- - Château de la Lardais (du moins ce qu'il en subsiste)[53].

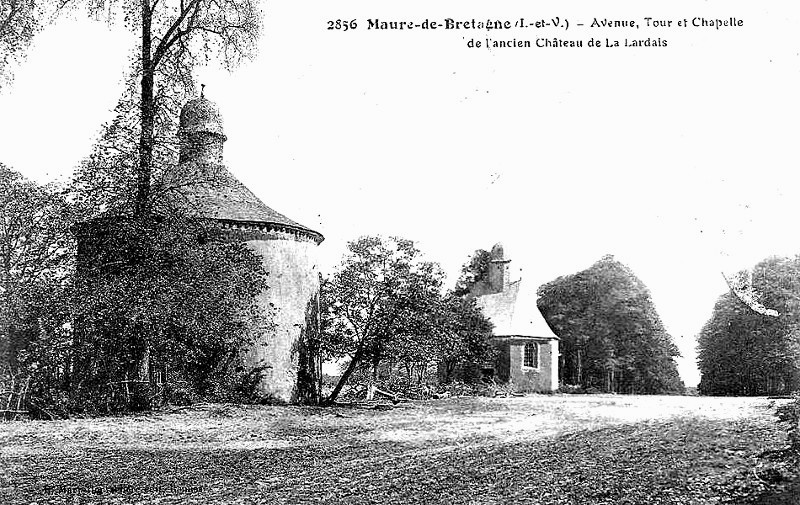
L'ancien château de la Lardais (tour et chapelle) au début du XXe siècle (carte postale).

- - Manoir de Penhouët[54].

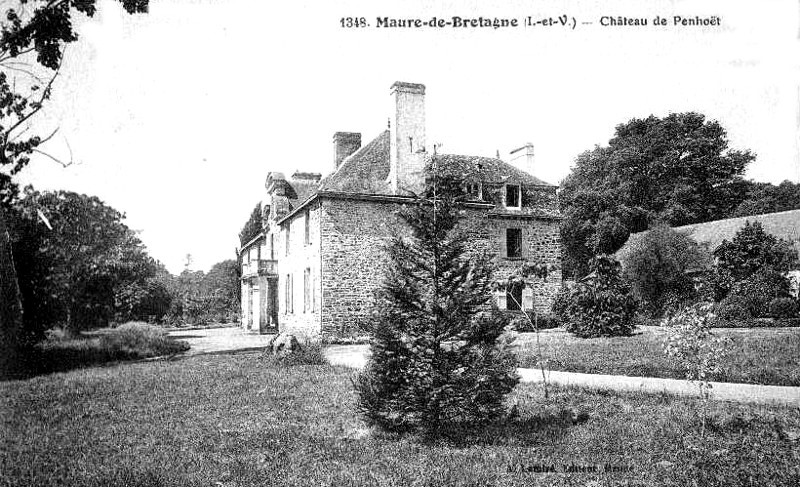
Le château de Penhouet (Penhoët) au début du XXe siècle (carte postale).

- - Manoir de Brambéac[55].
  - Manoir de la Bourousais[56].
- De nombreux villages et écarts présentent un intérêt patrimonial[57] : par exemple la ferme de Ropenard[58], celle de la Chattais, l'écart de Saint-Melaine[59], ceux de la Cousinais, de la Giguais, etc..
- De nombreuses maisons ont aussi un intérêt patrimonial[60], par exemple la maison de Compaissy[61], celle de Quehougat[62], celle de Hagmat[63], de la Perchais, de la Drouais, etc ..
- Le moulin du Tertre (ancienne minoterie datant du milieu du XIXe siècle)[64].
- Le Moulin Neuf, sur le Combs (il date du XIXe siècle et est très mauvais état)[65].

### Personnalités liées à la commune
- Frère Cyprien Chevreau, né à Compaissy (1816-1897) : supérieur général des frères de Ploërmel pendant 36 ans de 1861 à 1897. Désigné comme son successeur par Jean-Marie de la Mennais (fondateur de la Congrégation des frères de Ploërmel).

- Jean Celbert (22 février 1931- 17 novembre 2013), directeur de la minoterie locale et fondateur du groupe Axiane, dont faisait partie notamment les farines de blé noir Treblec et l'École de maître crêpier, longtemps située à Maure et désormais localisée à Rennes. Son groupe représentait en 2013 près de neuf usines et environ 300 salariés, dont 120 à Maure-de-Bretagne. Jean Celbert a également été footballeur professionnel dans les années 1950 et vice-président du Stade rennais[66].

### Héraldique
| Blason | Blasonnement : De gueules, au croissant de vair. Commentaires : Il s'agit des armes de la famille de Maure. |